# Waren (Müritz)
Waren (Müritz) ist mit mehr als 21.000 Einwohnern eine Mittelstadt und ein Kurort im Landkreis Mecklenburgische Seenplatte im Land Mecklenburg-Vorpommern (MV). Sie ist Sitz des Amtes Seenlandschaft Waren, dem zwölf Gemeinden angehören, die Stadt selbst ist amtsfrei. Waren ist eines der 18 Mittelzentren, hinsichtlich der Bevölkerung die achtgrößte und der Fläche nach die zweitgrößte Stadt in Mecklenburg-Vorpommern.
Waren (Müritz) ging im frühen 13. Jahrhundert aus einer slawischen Siedlung hervor, wurde durch westfälische Siedler im Rahmen der Deutschen Ostsiedlung ausgebaut und war acht Jahrzehnte lang die Residenzstadt der Fürsten von Werle. Es gehörte jahrhundertelang zu Mecklenburg-Schwerin. Die Stadt erholte sich nur langsam von zahlreichen Stadtbränden, Epidemien und den Folgen des Dreißigjährigen Krieges.
Heute ist Waren, das ebenso wie Röbel bereits im Mittelalter mit Stadtrecht belehnt wurde, eine der beiden unmittelbar an der Müritz liegenden Städte und ein Zentrum der Urlaubsregion Mecklenburgische Seenplatte. Die Stadt ist außerdem ein regionaler Verkehrsknotenpunkt und ein Standort für die Berufsschul- und Lehrausbildung junger Menschen.
Sehenswert sind die Altstadt mit den vielen historischen Bauwerken, das Naturerlebniszentrum Müritzeum, die Festspiele der Müritz-Saga, der Stadthafen mit den zahlreichen Restaurants und Ausflugsschiffen, die Promenade mit den gepflegten Grünanlagen am Ufer der Müritz, der Schaugarten am Tiefwarensee und nicht zuletzt die herrliche Natur der Umgebung.
Wirtschaftlich ist die Stadt ein Standort von Tourismus, Lebensmittelwirtschaft und Maschinenbau. Die Mecklenburger Metallguss GmbH (MMG) hat ihren Sitz in Waren (Müritz) und produziert hier Schiffspropeller. MMG ist Weltmarktführer bei der Entwicklung und Fertigung von Schiffspropellern mit einem Gewicht von mehr als 80 Tonnen.

## Geographie

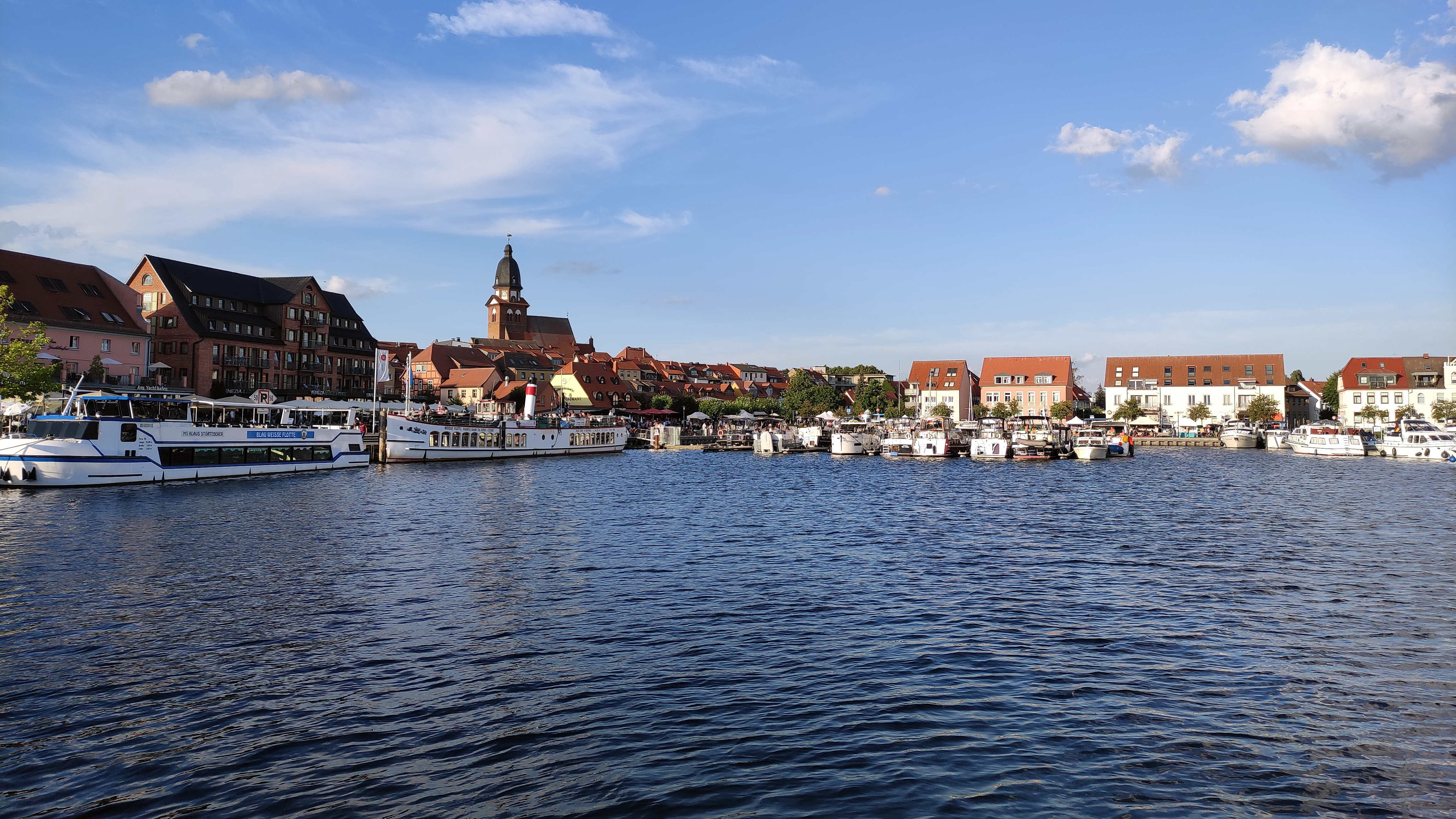
Waren an der Müritz

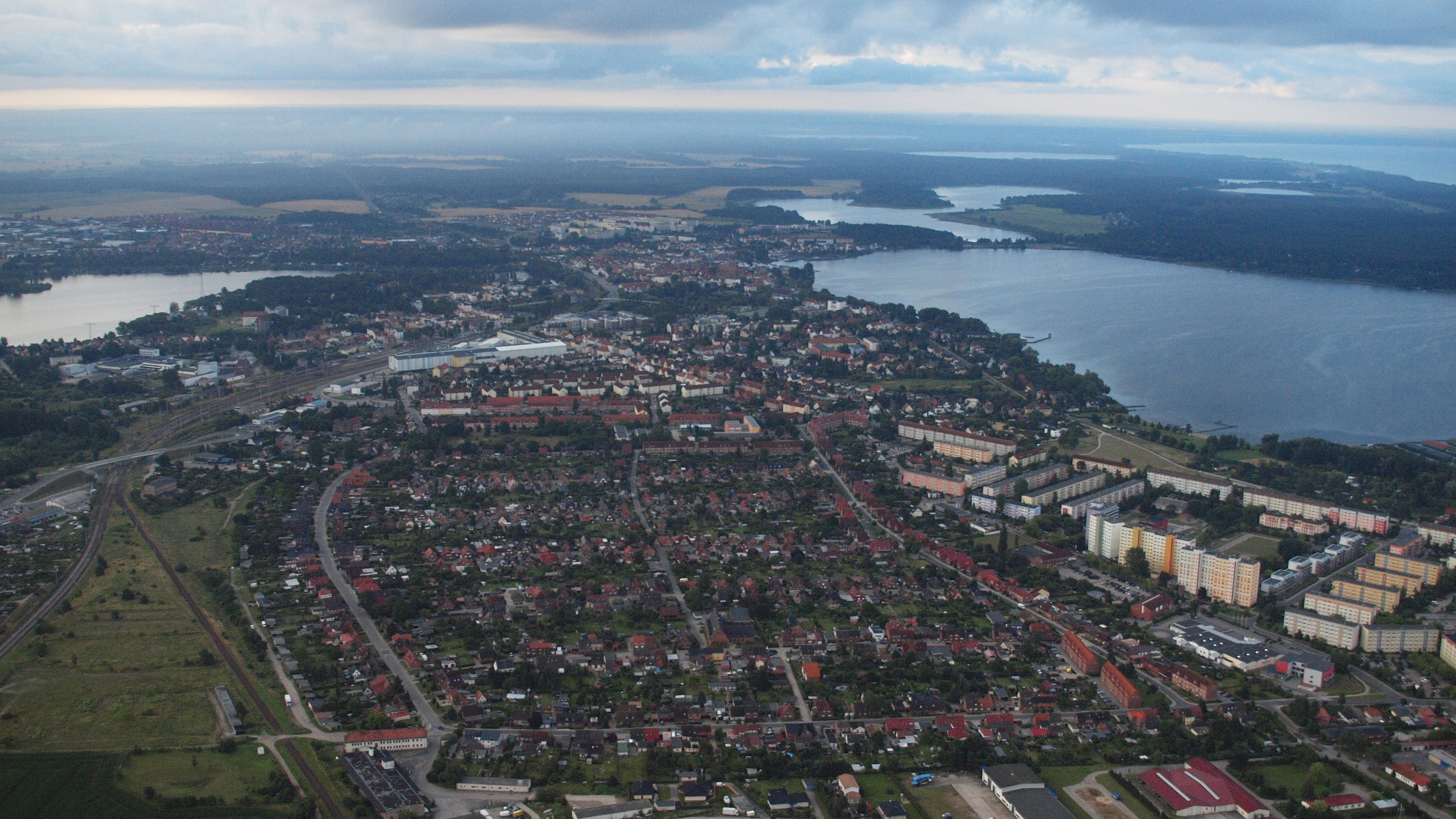
Luftaufnahme (2014)

### Geographische Lage
Waren liegt an der Müritz, dem größten vollständig in Deutschland liegenden Binnensee mit einer Fläche von 117 km², am Kölpinsee, am Tiefwarensee, am Feisnecksee, am Melzer See und am Waupacksee. Mitten in der Stadt liegt der Herrensee.

### Stadtgliederung
Zur Stadt Waren (Müritz) gehören folgende Ortsteile:
- Alt Falkenhagen
- Eldenburg
- Eldenholz
- Jägerhof
- Neu Falkenhagen
- Rügeband
- Schwenzin
- Warenshof

Die Stadt selbst kann man in die Viertel Altstadt, Ecktannen und Kamerun gliedern, dann Nesselberg und Papenberg sowie Waren-Nord, -Ost und -West und schließlich Werdersiedlung. Hinzu kommt die Siedlung jenseits der Bahngleise.

### Klima
Waren liegt im klimatischen Übergangsbereich zwischen dem ozeanischen Meeresklima und dem kontinentalen Klima. Das Mikroklima wird im Wesentlichen durch die Müritz beeinflusst. Dadurch wird der Jahresgang der Temperatur sowohl bei der Erwärmung im Frühjahr als auch bei der Abkühlung im Herbst abgeschwächt. In Waren wird im langjährigen Mittel mit −4 °C die niedrigste Februartemperatur in Mecklenburg-Vorpommern registriert (Jeschke et al. 1980). Die Gebiete östlich der Müritz liegen im Regenschatten der mecklenburgischen Großseen und zeichnen sich durch geringere Niederschlagsmengen aus.

## Geschichte

### Name

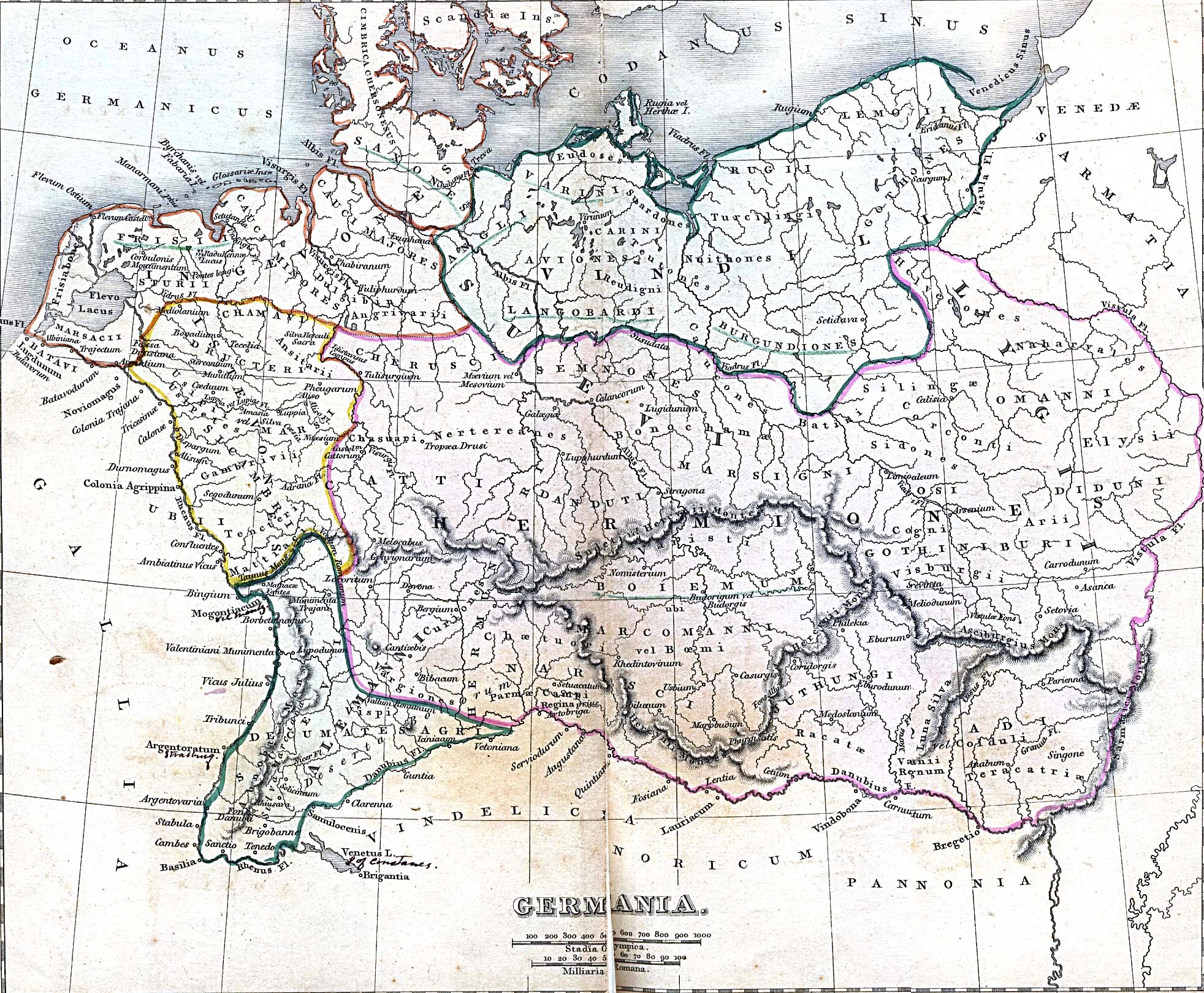
Waren als Virunum in der Magna Germania

Waren wird (neben Gnoien, Bützow und einigen weiteren, nicht sicher zuzuordnenden Siedlungsplätzen) um 150 n. Chr. vom alexandrinischen Geografen Claudius Ptolemäus als Virunum erwähnt und soll deshalb einer der ersten erwähnten Orte auf dem Gebiet Mecklenburg-Vorpommerns sein. Die Überlieferung von Waren beginnt mit dem Land (terra) Warne 1218, 1298; der Stadtname hat jedoch anfangs die gleiche Form: 1230, 1273, 1278, 1288, 1292, 1399. Erst seit dem 16. Jahrhundert treten die Formen Waaren und Wahren auf.
Der Name ist am ehesten aus altpolabischen Varin(a) als Stelle mit siedendem, wallendem Wasser, einer Quelle abzuleiten. Er könnte aber auch auf den germanischen Stamm der „Warnen“ (Variner bzw. Varinnae) zurückgehen, zumal der Name früher auch Wahren, Warne oder lateinisch Warnae geschrieben wurde. 1914 erhielt der Ort den Namen Waren (Müritz). Müritz stammt von dem wendischen Wort Morcze = kleines Meer. oder „am Meer gelegener Ort“.

### Frühgeschichte
In der Mittelsteinzeit hielten sich Jäger und Sammler in der Nähe der Stinthorst auf, wie archäologische Spuren erwiesen.
Neolithische, damit bäuerliche Besiedlung lässt sich bei Eldenburg mit seiner „Feuersteinmanufaktur“ belegen. Erste Fundstücke, eine Streitaxt aus Hornblende, „ein Keil und ein Schmalmeißel aus Feuerstein“, wurden 1841/44 öffentlich bekannt gemacht. 2007 wurde bei archäologischen Untersuchungen im Vorfeld einer Baumaßnahme in Vietzen bei Rechlin am Südende der Müritz ein Schädel aus der Zeit um 2900 v. Chr. entdeckt, der zwei Löcher einer Trepanation aufwies.
Um 1800 v. Chr. bestand eine frühbronzezeitliche Siedlung auf dem Nesselberg (unweit des Wasserturms auf dem Nesselberg), wo sich Hausgruben, ein „Feuersteinbeilchen von 8,5 cm Länge“ und ein Teil der Wege 2009 nachweisen ließen. Die parallel verlaufenden Wagenspuren gehören zu den frühesten Belegen für den Gebrauch von Karren oder Wagen in Mecklenburg. Aus der Zeit um 900 v. Chr. stammt ein Opferplatz am Melzer See.
Um Christi Geburt siedelten Warnen am Müritzsee. Sie verließen im 2. Jahrhundert partiell dieses Gebiet. Die Verbliebenen vermischten sich mit zuwandernden Slawen, die später als Müritzer, einer Stammesgruppe der Obodriten, um Siedlungszentren wie die Burgen von Vipperow oder Malchow lebten. Aus dieser Zeit stammt ein gut erhaltener Burgwall auf einer Insel im Feisnecksee. Dazu gehörte auch eine größere Siedlung, ebenso wie westlich der Stadt auf dem heutigen Flurstück Alt-Waren eine slawische Siedlung bestand. Siedlungsfunde in der Warener Altstadt belegen eine weitere slawische Siedlung, wie ein mutmaßlicher Kietz, eine Dienstsiedlung, vor dem späteren Wassertor am Müritzufer. Überreste eines Hauses in der Langen Straße ließen sich auf die Zeit um 1220 datieren. Auf eine slawische Siedlung dieser Zeit deuten auch Keramikfunde hin, die in einem Gang zwischen Georgenkirche und Mühlenstraße sowie in der Straße selbst gefunden wurden. Dort müssen mehrere Häuser gestanden haben. Offenbar gab es einen fließenden Übergang zwischen der slawischen Siedlung und der entstehenden Stadt, zu der westfälische Siedler beitrugen, und die ursprüngliche Bevölkerung wurde in nicht mehr erkennbarer Art und Weise dabei integriert.

### Stadtrechte und Residenzstadt (13.–15. Jahrhundert)

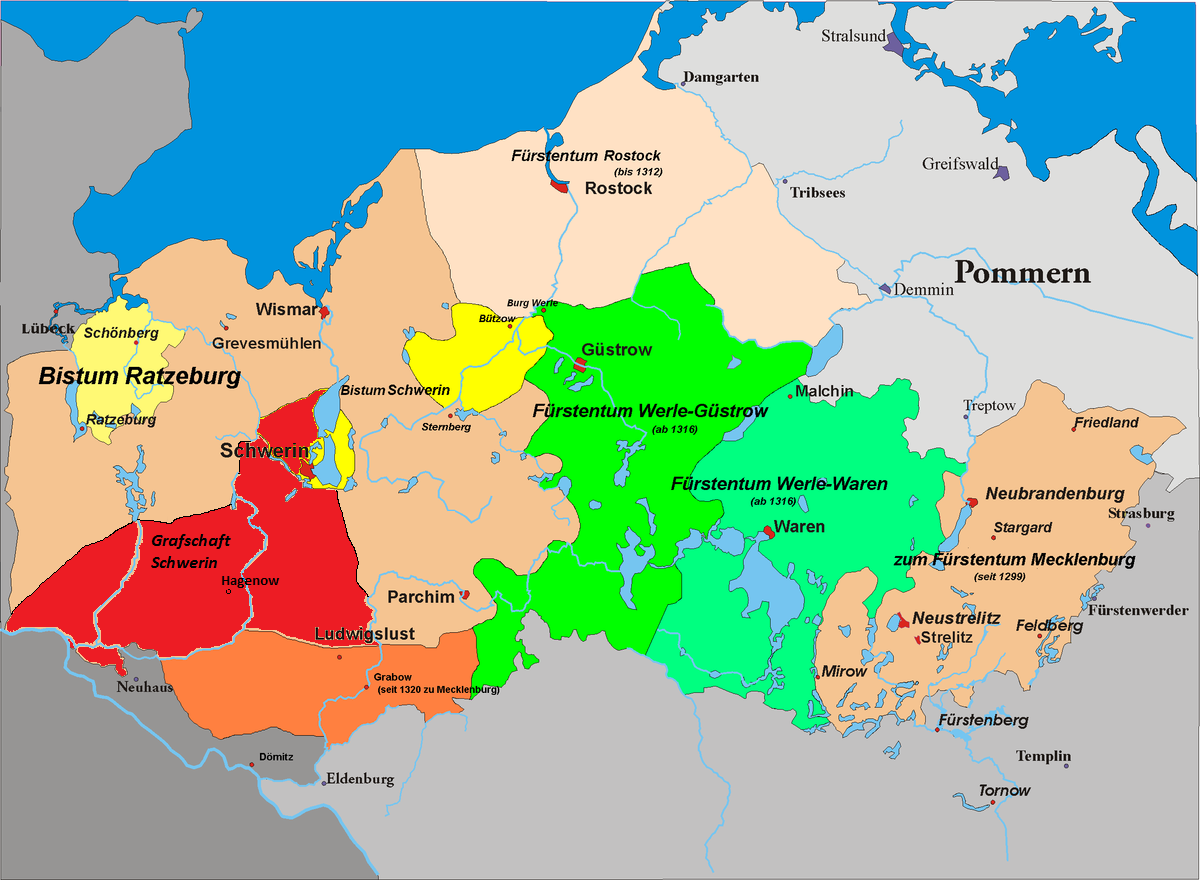
Herrschaften Mecklenburgs um 1300

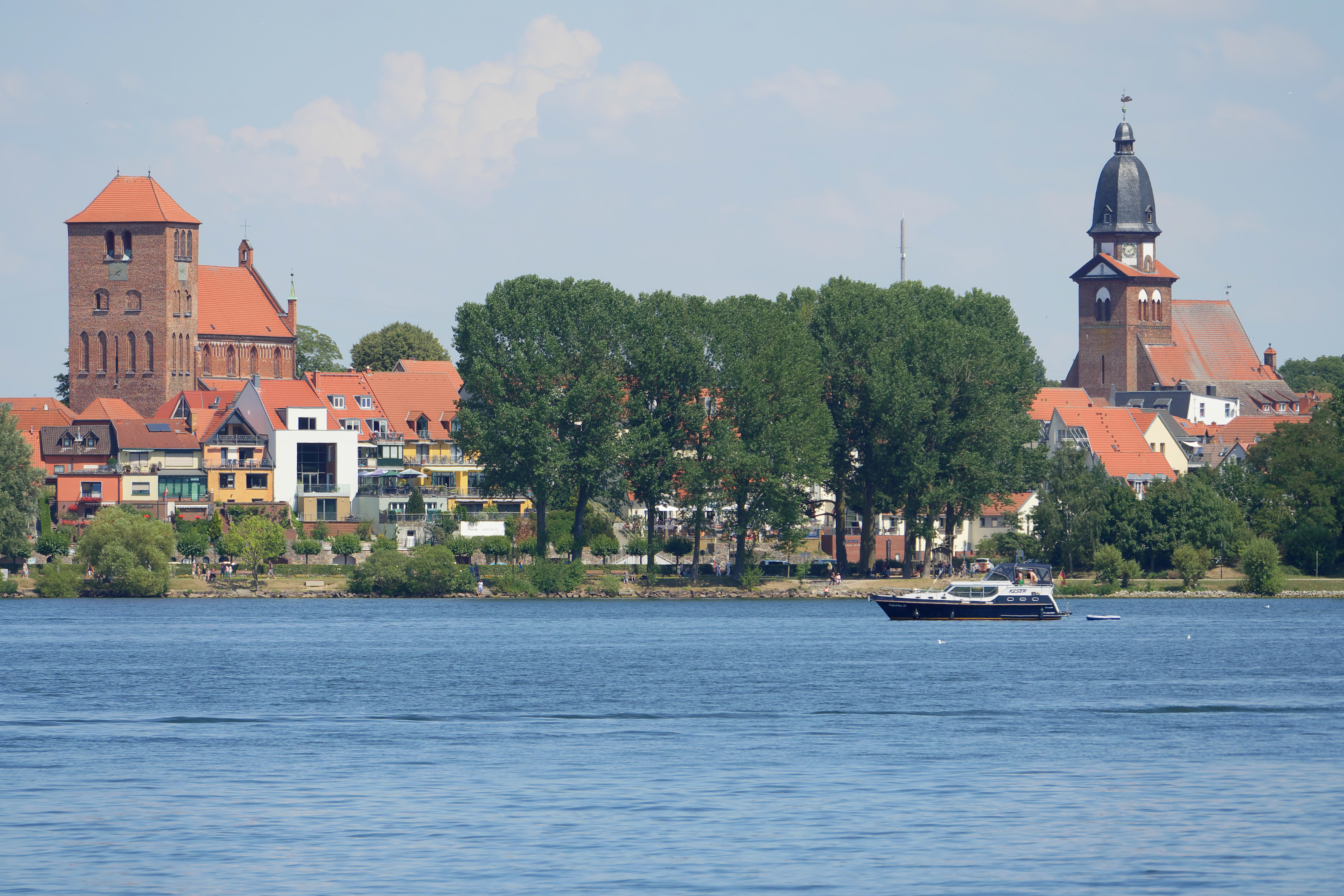
Die Georgenkirche (links) und die Sankt-Marien-Kirche (rechts) von der Müritz aus gesehen

Die Stadt wurde an der Handelsstraße, die vom Land Stargard nach Wismar führte nahe einer Burg und einem Dorf der früher hier ansässigen Slaven  von Siedlern aus Westfalen während der deutschen Ostexpansion gegründet. Am 23. April 1273 bestätigte Nikolaus, Fürst von Werle, die Besitzrechte des Klosters Broda in seinem Land, darunter das Patronatsrecht über die „ecclesia Warne“, die Kirche von Waren. Wahrscheinlich erfolgte die Gründung der Stadt jedoch früher, denn bereits 1243 erscheint ein Johannes von Warne in einem Vertrag. Die ursprüngliche Stadt, die vielleicht um 1225 privilegiert wurde, lag jedenfalls im Bereich um die Georgenkirche am Alten Markt (Altstadt). Umstritten ist hingegen die Erwähnung einer „terra (so hießen die slawischen Bezirke in den deutschen Urkunden lateinischer Sprache) Warne“ und ihrer Zehntabgaben in einer Urkunde vom 15. März 1218. Mit der auf den 24. April 1230 vordatierten Urkunde versuchten die Klostervorsteher von Broda, sich Patronatsrechte über mehrere Dörfer zu erstreiten, um sich damit Einfluss, Dienste und Abgaben zu sichern. Ein Feldsteinchor an der Marienkirche dürfte aus dieser frühen Zeit stammen.
Nikolaus’ Herrschaft Werla wurde nach seinem Tod im Jahr 1277 geteilt, wobei Waren an Werle-Güstrow kam. Nach einem in Form von langwierigen Fehden ausgetragenen Erbstreit wurde Waren mit dem Vertrag vom 31. Oktober 1294 Nikolaus II. zugeschlagen, der das geteilte Haus nach 17 Jahren wieder vereinigte.
Seit 1292 wurde Waren als civitas bezeichnet, was als Hinweis auf Stadtrechte gelten darf, und ab 1331 als oppidum (kleinere Stadt). 1306 erhielt die Stadt das Fischereirecht auf der Müritz, wobei ein Magister Arnold „Scholemester tho Warne“ die Urkunde aufgesetzt hatte. Am 13. April 1292 hatte Nikolaus II. der Siedlung das Eigentum über den Wahrenschen Wold östlich der Müritz zugesprochen. Ende des 13. Jahrhunderts hatte Waren vielleicht 600 Einwohner.
Am 2. Dezember 1316 kam es zu einer erneuten Erbteilung der Werleschen Herrschaft in Werle-Parchim, -Güstrow und Goldberg. Waren kam an den Güstrower Landesteil. In dieser Zeit entstand das Wappen, das in das heutige Wappen eingeflossen ist.
Am Alten Markt (heute: Alter Markt 14) befand sich das erste Rathaus. Wenig später entstand die Neustadt (Marienkirche), die um 1325 mit der Altstadt vereint wurde. Dabei verschmolzen die Handwerkersiedlung um die Georgskirche und die Burgsiedlung. Mittelpunkt war nun der Neue Markt, der Altstadt und Neustadt verband. Um die Stadt wurde eine Stadtmauer errichtet, zudem entstand eine kommunale Wassermühle.
Mit dem Erbteilungsvertrag von 1347 zwischen Nikolaus III. und seinem Bruder Bernhard II. von Werle-Güstrow wurde Waren zur Residenzstadt des Hauses Werle-Waren. Röbel, Wredenhagen und Penzlin wurden die bedeutendsten Orte des Kleinstaates. Bernhard II. residierte in Waren von 1347 bis zu seinem Tod im Jahr 1382. Die Werlesche Burg soll südlich der Marienkirche gestanden haben (Burgstraße). Mit dem Tod Christophs in einem Gefecht gegen die Brandenburger bei Pritzwalk erlosch die Herrschaft Werle. Mit dem Ende der nachfolgenden Linie Werle-Güstrow durch den Tod Wilhelms fiel das Land 1436 an die Herzöge von Mecklenburg. Damit verlor die Stadt nach fast einem Jahrhundert den Status einer Residenzstadt. Da die Werler dem Markgrafen von Brandenburg ihr Gebiet 1415 zu Lehen angetragen hatten, die werlischen Güter jedoch 1426 an Güstrow kamen, zehn Jahre später dann an Mecklenburg, mussten die Brandenburger 1442 durch Geldleistungen, Pfandrückgabe und Einräumen eines Eventualerbrechts in Mecklenburg abgefunden werden. Waren wurde also eine Landstadt in Mecklenburg und war als solche bis 1918 als Teil der Städte des Mecklenburgischen Kreises auf Landtagen vertreten.
Am Stadtregiment, das neben Adligen von Stadtbürgern geführt wurde, änderte sich zunächst wenig. Der Handwerkerschaft war es gelungen, zu partizipieren, insbesondere den neun privilegierten Handwerken der Schuhmacher, Wollenweber und Schneider, der Bäcker und Knochenhauer, der Krämer, Schmiede, Kürschner und Fischer. Je zwei ihrer Älterleute saßen im Rat, und sie hatten Mitspracherechte bei der Wahl des Bürgermeisters, der gegen ihren Willen nicht ins Amt gelangen konnte.

### Reformation und Dreißigjähriger Krieg (16.–17. Jahrhundert)

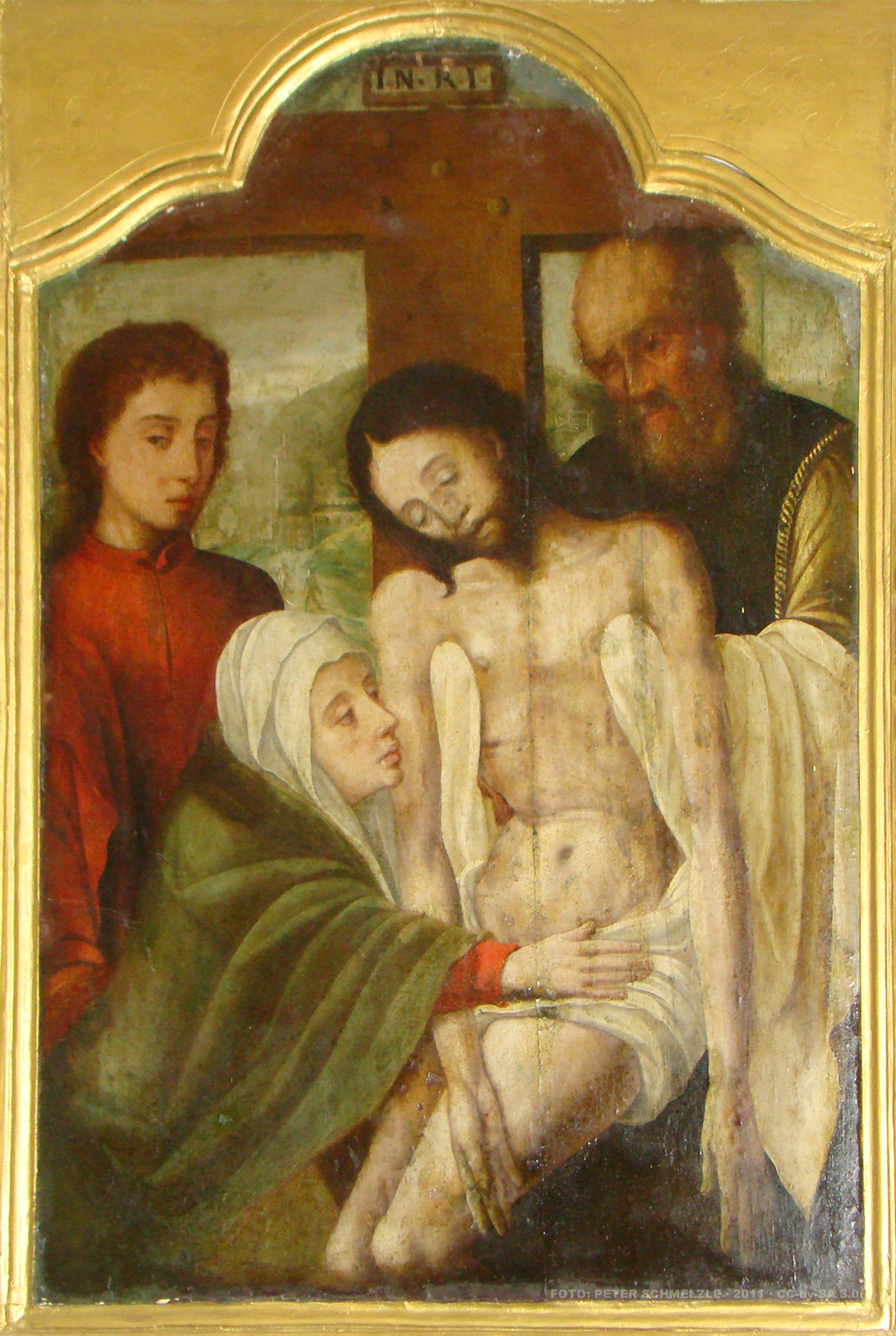
Kreuzabnahme, 16. Jahrhundert, ursprünglich in Federow südöstlich von Waren, seit 1975 in der Marienkirche

Im Mai 1524 wurde in Waren erstmals im Sinne der Reformation gepredigt. Doch war dies nicht unumstritten. 1533 ersuchte der Rat den Herzog von Mecklenburg, keine Prediger mehr zu entsenden, da man neues „Blutvergießen, Schaden und Bitterkeit“ fürchte. Auch gebe es genügend Prediger der alten Lehre, die ein unanstößiges Leben führten. Bei einer Kirchenvisitation im Januar 1542 wurde jedoch festgestellt, dass die Reformation in lobenswerter Weise durchgeführt worden sei. Ab 1547 setzte Herzog Johann Albrecht I. die Reformation in ganz Mecklenburg durch.
Mitte des 16. Jahrhunderts begann Waren abzusteigen. Durch die großen Stadtbrände von 1568, 1656, 1671, 1678, 1692 und gleich zwei Mal 1694, und vor allem durch den Dreißigjährigen Krieg wurde die Stadt etwa zehn Mal schwer verwüstet, was diesen Prozess dauerhaft und unumkehrbar machte.
Der Brand von 1568 zerstörte die Stadt fast vollständig, so dass selbst von den beiden Kirchen nur die Umfassungsmauern standhielten. 1580 traf die Stadt das Flussfieber, auch Spanischer Schnupfen genannt, 1583 die Pest. Gleichzeitig wuchsen die Belastungen, etwa durch die Türkensteuer, die im Burg-, Fischer-, Altentor- und Neuentorviertel erhoben wurden.
1625 wütete erneut die Pest. Der Dreißigjährige Krieg traf Waren erst in seinem neunten Jahr. Nachdem sich 1627 Neubrandenburg den kaiserlichen Truppen unter Oberst Arnim kampflos ergeben hatte, wurde auch Waren besetzt. Die Stadt musste monatlich 500 Taler aufbringen. Ganz Mecklenburg wurde zum Kriegsschauplatz und im März 1631 wurde Waren von Truppen Tillys, die auf dem Marsch von Neubrandenburg nach Magdeburg waren, geplündert. Als die Schweden sich 1637 nach Vorpommern zurückzogen, folgten ihnen kaiserliche Truppen unter General Gallas sowie brandenburgische und sächsische Einheiten. Kroatische Söldner, die auf dem Weg von Parchim nach Neubrandenburg waren, brannten im Juli 1637 72 der rund 200 Häuser in Waren nieder. Zum dritten Mal wurde die Stadt von der Pest getroffen. Dennoch lebten dort am Ende des Krieges etwa 1000 Menschen.
Bis 1699 zerstörten Stadtbrände Waren allein sechs Mal; nach dem Feuer von 1699 musste die Stadt praktisch neu aufgebaut werden. Nun wurde eine städtische Ziegelei errichtet, um die strohgedeckten Fachwerkhäuser durch Ziegelhäuser ersetzen zu können. Scheunen durften innerhalb des Stadtgebietes nicht mehr unterhalten werden. Jeder Bürger hatte Mittel zur Feuerbekämpfung bereitzuhalten.

### Wiederaufbau, wirtschaftlicher Aufschwung (18. Jahrhundert bis 1918)

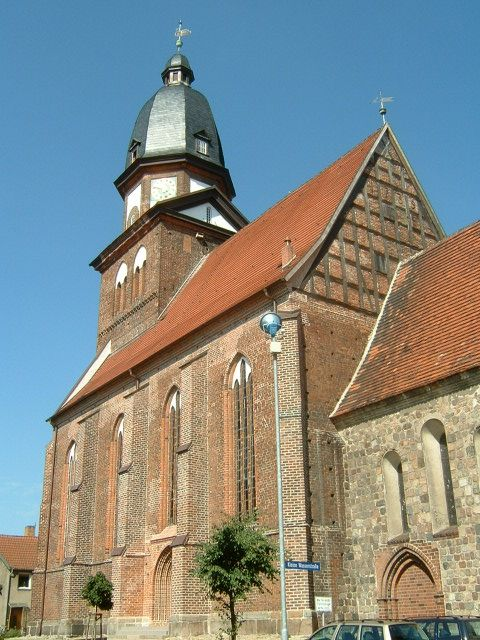
Die Marienkirche wurde 1792 wieder geweiht

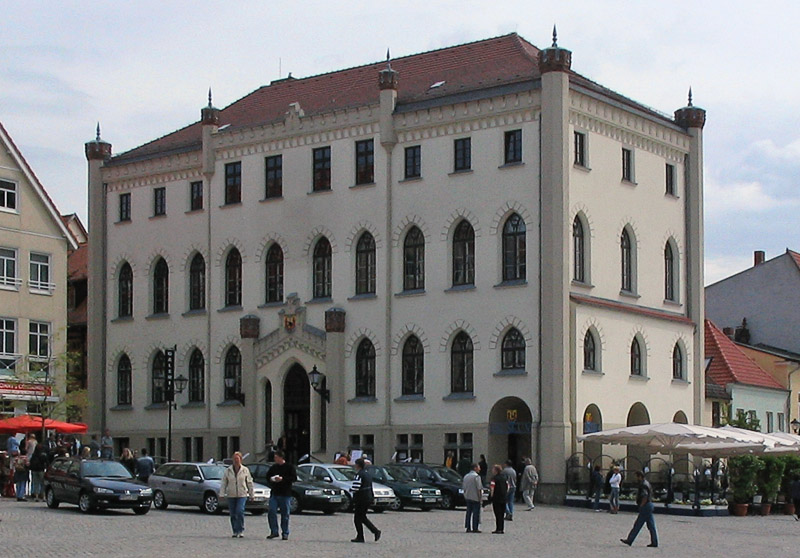
Neues Rathaus

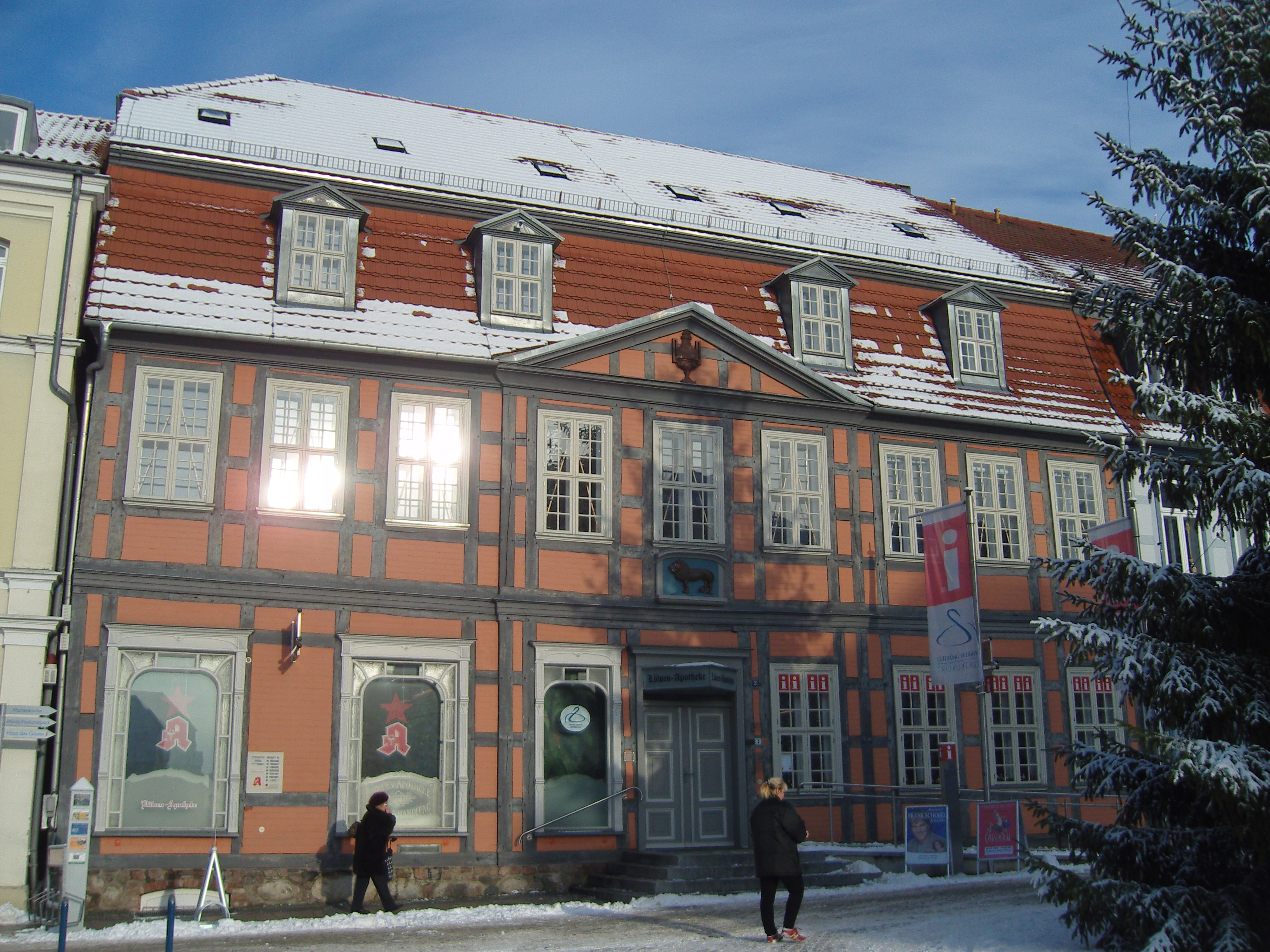
Löwenapotheke

Ein gewisser Wiederaufschwung zeichnete sich nicht nur in der Wiederherstellung der Stadt, die beinahe ein Jahrhundert in Anspruch nahm, sondern auch in der Bildung ab. Pfarrer Hermann, der 1764 sein Amt antrat, förderte die Schule ungemein. Er hatte zuvor im Halle’schen Waisenhaus unterrichtet und verfocht eine pietistische Richtung. Latein verlor seine Bedeutung zugunsten des Deutschen, neue Lehrmethoden wurden eingeführt, 1775 entstand eine Armenfreischule. Für die Mädchenschule wurde ein zweiter Lehrer eingestellt. Immerhin hatte sich bereits 1599 ein Krautkrämer, eine Art Apotheker in Waren niedergelassen, später folgte eine zweite Apotheke. 1725 eröffnete als erster Arzt Lewin Andreas Warnecke eine Praxis.
Die Ruine der 1637 ausgebrannten Marienkirche erhielt 1739 ein neues Dach. Doch erst 1792 konnte sie wieder geweiht werden. Auch entstand ein neues Rathaus. Das erste Rathaus stand am Alten Markt und danach mitten auf dem Neuen Markt. Das heutige Rathaus am Neuen Markt wurde 1791 bis 1797 gebaut und 1857 ausgebaut.
Diese baulichen Maßnahmen ließen sich erst durchführen, als sich die Stadt vom Nordischen Krieg (1700–1721), in dem Warener Bürger Schanzarbeiten für die Belagerung von Wismar leisten mussten, und vom Siebenjährigen Krieg (1756–1763) erholt hatten, der mit seinen Einquartierungen und der Jagd preußischer Werber auf potentielle Rekruten erhebliche Schäden anrichtete.
Seit 1736 sind jüdische Einwohner in Waren belegt (nach dem Sternberger Hostienschänderprozess waren alle Juden aus Mecklenburg vertrieben worden). 1752 wird vom Rabbiner Lebh Peiser aus Waren berichtet. 1785 lebten zehn jüdische Familien in Waren, 1811 sind 31 Familien namentlich erwähnt. Die Warener Synagoge wurde 1795/96 erbaut. Sie befand sich als Hinterhaus in der Langen Straße/Ecke Kleine Wasserstraße. An ihrem Höhepunkt im Jahre 1845 zählte die jüdische Gemeinde 162 Mitglieder (3,1 % der Gesamtbevölkerung). Danach nahm die Zahl stetig ab; 1900 waren es nur noch 55. Von 1855 bis 1857 war der Rabbiner Moses Engelbert (1830–1891) in Waren tätig.
1806 fanden in der Stadt und in ihrer Umgebung Kämpfe zwischen Preußen (unter Führung von Blücher) und den eindringenden Franzosen unter Napoleon statt. Am 31. Oktober 1806 zogen die 20.000 Mann der mit York vereinigten Truppen durch Waren. Yorks Truppen lieferten sich Rückzugsgefechte mit französischen Einheiten unter Bernadotte westlich von Waren und bei Nossentin. Die Franzosen hoben die rechtlichen Unterschiede zwischen den Bürgern und den übrigen Einwohnern der Stadt auf, so dass nun alle gleichermaßen mit „Bürger“ (citoyen) anzureden waren. Am 22. Februar 1813 erhielten durch herzogliche Verfügung auch die Juden von Waren alle Bürgerrechte, doch nach dem Abzug der Franzosen wurden die meisten Rechteveränderungen wieder rückgängig gemacht.
Die Kanalisierungen der Elde (1798–1803 und 1831–1837) und der Bau des Bolter Kanals (1831–1837) bewirkten einen wirtschaftlichen Aufschwung der Stadt, deren Einwohnerzahl zwischen 1810 und 1850 von 3.022 auf 5.258 anstieg. 1839 entstand eine Gewerbeschule. 1845 eröffnete die erste Badeanstalt an der Müritz. 1862 wurde in der heutigen Müritzstraße am Stadthafen die Brauerei Birkenstädt gegründet, die ihren Betrieb allerdings 1920 wieder einstellte. 1869 wurde das Gymnasium, zunächst als Progymnasium, gegründet (heute: Richard-Wossidlo-Gymnasium). 1848/49 wurde die Chaussee Malchow–Waren–Neubrandenburg gebaut und mit dem Anschluss an die Bahnstrecke Waren–Malchin ab 1879 entwickelte sich Waren zu einem Verkehrsknotenpunkt. 1885 wurde die Mecklenburgische Südbahn von Parchim über Waren nach Neubrandenburg, 1886 die Lloydbahn von Neustrelitz über Waren nach Rostock eröffnet. Doch all diese Maßnahmen kamen im Vergleich zu den entwickelten Regionen des Reiches sehr spät, so dass Mecklenburg insgesamt als „rückständig“ galt.
1848 kam es in Waren und seiner Umgebung zu schweren Unruhen. 800 bis 1000 Aufständische aus 18 Gemeinden und aus Waren zogen in zwei Gruppen nach Torgelow, um den verhassten Gutsbesitzer Behr dazu zu zwingen, ihre Lebensverhältnisse zu verbessern. In Waren selbst richteten sich Demonstrationen gegen Rat und Bürgermeister. Reguläre Truppen wurden dorthin verlegt, so dass es zu keinerlei weiteren Reformen kam.
Doch Bürgermeister Wilhelm Christian Ludwig Schlaaff, der das Amt von 1866 bis 1899 führte, konnte 1867 auf der Grundlage des Beitritts von Mecklenburg-Vorpommern zum Zollverein, der Gewerbefreiheit, und vor allem der Übernahme von Gesetzen des Reiches ab 1871 eine Reihe von Reformen durchführen. 1856 war der Anschluss an das Telegrafennetz erfolgt, 1863 hatte das Gaswerk seinen Betrieb aufgenommen. 1871 wurde das erste städtische Krankenhaus eröffnet. Waren wurde nach Schwerin die erste Stadt in Mecklenburg-Vorpommern, die ein Wasserwerk in Betrieb setzte (1898).
War bis in die Zeit um 1900 eine aufholende industrielle Entwicklung zu beobachten, wenn diese sich auch weitgehend auf den Agrarbereich beschränkte, so nahm die Bedeutung des Tourismus um diese Zeit stark zu. Dieser wurde bis in die mittleren 1930er Jahre zum wichtigsten Wirtschaftszweig. Dazu trugen einerseits Schriftsteller wie Theodor Fontane bei, aber auch die Tatsache, dass die Eisenbahnverbindung nach Berlin das Reisen ungemein beschleunigte und vereinfachte.

### Zwischenkriegszeit und Zeit des Nationalsozialismus
Der Rittmeister Stephan von le Fort (1884–1953) vom Gut Boek sammelte 1920 eine Reihe von Freikorps-Kämpfern um sich und verhängte während des Kapp-Putsches am 17. März 1920 über die Stadt Waren den Belagerungszustand. Am 18. März 1920 ließ er mit seinem Vetter, dem Reichswehrleutnant Peter Alexander von le Fort, die Stadt mit einem Geschütz und drei Maschinengewehren vom Galgenberg aus beschießen, wobei es fünf Tote und elf Schwerverletzte zu beklagen gab. Nach der Niederschlagung des Putsches flohen beide nach München und Österreich und ihr Familienbesitz wurde vom Freistaat Mecklenburg-Strelitz eingezogen. An der Rückfront des Warener Rathauses ist heute noch ein Einschussloch zur Erinnerung an die Beschießung zu sehen.
Seit 1920 erhebt die Stadt eine Kurtaxe. Am 3. Dezember 1920 wurde Waren Kreisstadt des Landkreises Waren. Am 11. November 1925 wurde das Amt Röbel dem Amt Waren zugeschlagen. 1925 erhielt die Stadt elektrisches Licht und der Hafen erreichte seinen wirtschaftlichen Höhepunkt: 188 ankommende und 208 auslaufende Schiffe schlugen insgesamt 22.330 Tonnen Güter um.
1927 waren in der Stadt folgende größere Betriebe tätig: Molkerei Naschkatze, Maschinenfabrik und Eisengießerei Piechatzek (heute Mecklenburger Metallguss), Dampfsägerei Steinborn, Mühle Thiele und Buggisch, Milchexportgesellschaft Natura, eine Kartoffelflockenfabrik, Dampfsägerei Strubelt, Gasanstalt und ein Unternehmen zur Fischverwertung. Es gab 14 Baugeschäfte, eine Dachpappenfabrik, fünf Mühlen, zwei Zementsteinfabriken und die Großfischerei Rosengarten.

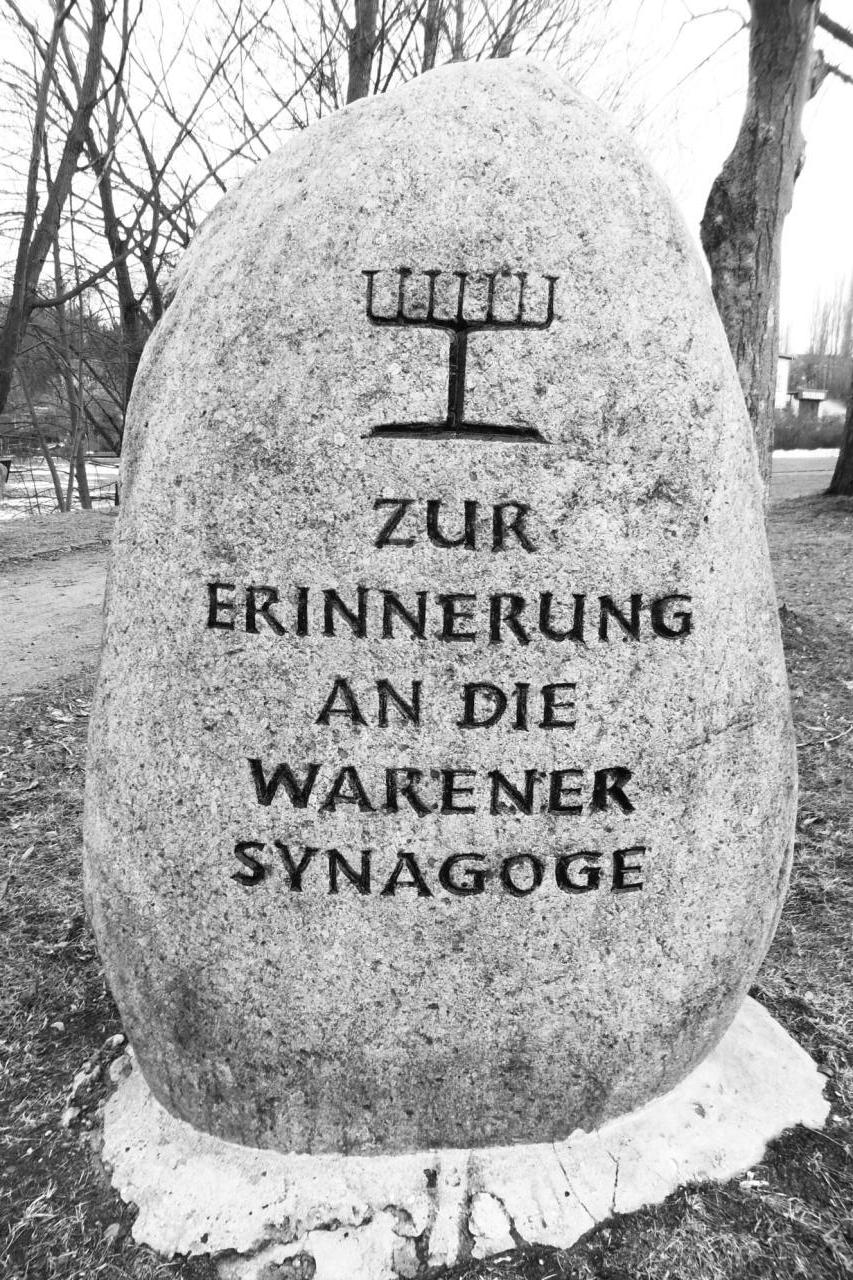
Gedenkstein für die Synagoge

Bei den Amtsvertreterwahlen am 1. November 1931 wurde die Nationalsozialistische Deutsche Arbeiterpartei stärkste Partei. Sie stellte ab dem 1. April 1932 den Amtshauptmann (Landrat) und ab Dezember 1932 den Bürgermeister.
In der Zeit des Nationalsozialismus wurden die in Waren ansässigen jüdischen Bürger verfolgt, vertrieben und in Konzentrationslagern ermordet. Die jüdische Gemeinde, die in der Mitte des 19. Jahrhunderts 162 Mitglieder gehabt hatte, schrumpfte bis April 1938 auf neun Mitglieder. Die alte Synagoge war schon im Januar 1936 an den Tischlermeister Wilhelm Zelms als Werkstatt verkauft worden, so dass sie von den Nationalsozialisten nicht zerstört wurde (dies geschah erst 1950 bei Sanierungsarbeiten). Jedoch wurden beim Novemberpogrom 1938 die beiden verbliebenen jüdischen Geschäfte samt ihren Waren zerstört. 1942 lebten keine Juden mehr in Waren. Auch der Jüdische Friedhof wurde geschändet und zerstört. 1939 erfolgte auf dem bereits zerstörten Friedhof die letzte Beisetzung. Im April 1941 erteilte das Mecklenburgische Staatsministerium „die Ermächtigung zur Schließung und Einebnung des jüdischen Friedhofs“. Seit 1967 erinnert dort eine Gedenkstätte an ihn.
Ab 1936 errichteten die Dürener Metallwerke (Zulieferer für die militärische Flugzeugindustrie) ein Werk in Waren, die Mecklenburgische Metallwarenfabrik m. b. H. Waren (Memefa), die zum Quandt-Konzern gehörte. Dort mussten mehrere Tausend Kriegsgefangene sowie Frauen und Männer aus den von Deutschland besetzten Ländern unter menschenunwürdigen Bedingungen Zwangsarbeit verrichten. Zur Schaffung von Werkswohnungen für die deutschen Beschäftigten entstand von 1936 bis 1941 die Westsiedlung, für die der Berliner Architekt Günther Paulus (1898–1976) Mehrfamilienhäuser (in der Thomas-Mann-Straße, Friedrich-Engels-Platz, Clara Zetkin-Straße), Doppelhäuser und die sogenannten Werkmeisterwohnhäuser entwarf. In der Folge wuchs die Einwohnerzahl um über 4000. In Warenshof entstand das „Marinelager“ als Barackensiedlung (Ausbildung für den Nachrichtendienst der Marine). Bereits 1937 war der Tourismus an der Müritz unterbunden, da der Raum der Kriegswirtschaft vorbehalten war.
Während des Zweiten Weltkriegs wurde im Kurhaus Müritzhöhe ein Marinelazarett eingerichtet. In den letzten Kriegsmonaten wurden zusätzlich die Volksschule an der Denkmalstraße, das Gymnasium und das Hotel Warener Hof zu Notlazaretten. Dem Engagement des kommissarischen Bürgermeisters Hermann Handorf war es zu zurechnen, dass die Stadt am 1. Mai 1945 an die Rote Armee kampflos übergeben wurde. Der Krieg hatte 1450 Warener das Leben gekostet; obwohl es keine Kämpfe gab, kamen im April und im Mai weitere 300 Warener hinzu, die Suizid begangen hatten.

### Sowjetische Besatzungszone und DDR (1945–1990)
Im Oktober setzte der sowjetische Militärkommandant per Befehl Friedrich Dethloff (KPD) als Bürgermeister ein. Die sowjetische NKWD-Dienststelle in der Kietzstraße 10, dem „Haus des Schreckens“, war für harte Verhöre und Folter bekannt. Ende des Jahres waren über 6000 Vertriebene aus den deutschen Ostgebieten in der Stadt, so dass 19.872 Menschen in der Stadt gezählt wurden, von denen dort vor dem Krieg nur 13.779 gelebt hatten. 30,6 Prozent der Bevölkerung waren Flüchtlinge. Bis zum Frühjahr 1946 gab es eine Typhusepidemie, der viele Menschen zum Opfer fielen. Die Einrichtungen der Memefa und der Dampfmühle Thiele und Buggisch wurden als Reparationsleistungen demontiert und in die Sowjetunion gebracht. Die Bahnlinie Rostock–Neustrelitz sowie die Teilstrecken Malchow–Karow und Möllenhagen–Neubrandenburg wurden stillgelegt und die Gleise abtransportiert.

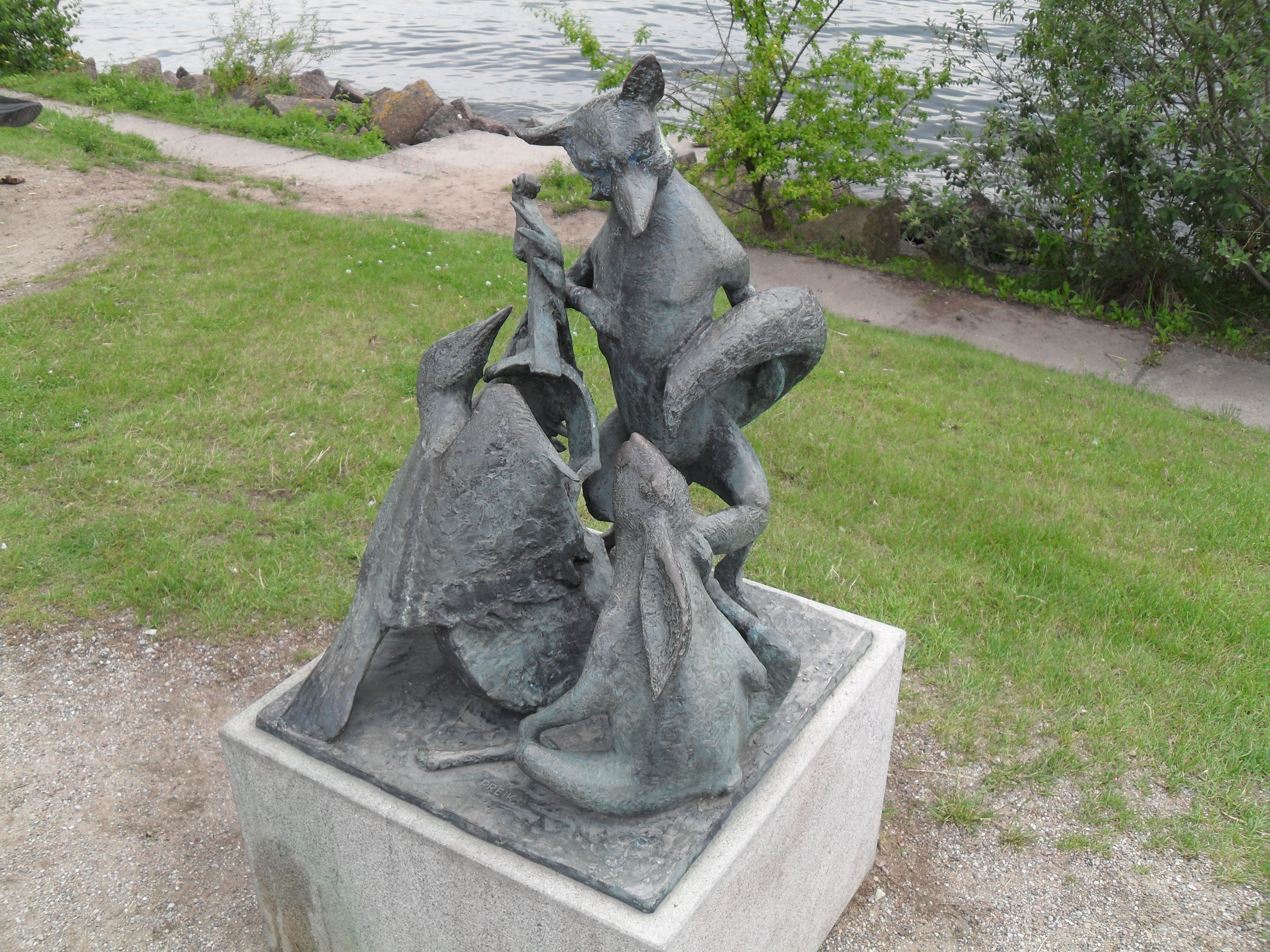
Bronzeskulptur „Lütt Matten, de Has“, 1974 geschaffen vom Warener Bildhauer Walther Preik

Zu DDR-Zeiten gelang es, unter völlig veränderten Produktionsverhältnissen, einen gewissen Wohlstand zu erreichen. Bei der Verwaltungsreform 1952 wurde die DDR in 14 Bezirke und Kreise eingeteilt, was unter Auflösung der alten Ländergrenzen zu einer verstärkten Zentralisierung führte. Waren gehörte als Verwaltungssitz des Kreises Waren neben weiteren 13 Kreisen zum Bezirk Neubrandenburg.
1963 beging die Stadt ihr (angeblich) 700-jähriges Bestehen, doch gab es keinen Quellenbeleg für das Gründungsjahr 1263. Die Stadt versprach sich wirtschaftliche Hilfen davon, wie sie offenbar allen Städten zustanden, die 600 oder 700 Jahre und älter waren.
In den 1970er Jahren wurden größere Teile der historischen Altstadt einer großflächigen Verkehrsplanung geopfert und abgerissen. Dieser Verlust bewirkte in Waren eine Sensibilisierung besonders vieler Einwohner für die Erhaltung der verbliebenen, oft jahrhundertealten Bauten der Altstadt. Lange vor Öffnung der innerdeutschen Grenzen entstand in Waren eine Bürgerbewegung „Rettet die Altstadt“, deren Wirken maßgeblichen Anteil an der Erhaltung des heutigen Stadtkerns hat. Die von den Einwohnern abgelehnten Eingriffe beruhten auf der Vorstellung von einer Rückständigkeit der Region, die durch Industrialisierung überwunden werden sollte. Das „Eisenwerk“ und das Teigwarenwerk in Waren wurden dementsprechend modernisiert und es entstanden Werke für Wellpappe, für Fleischverarbeitung sowie eine Großbäckerei und der Müritzmilchhof. Zur Aufnahme neuer Arbeiter für diese Fabriken wurde der Stadtteil Waren-West errichtet.

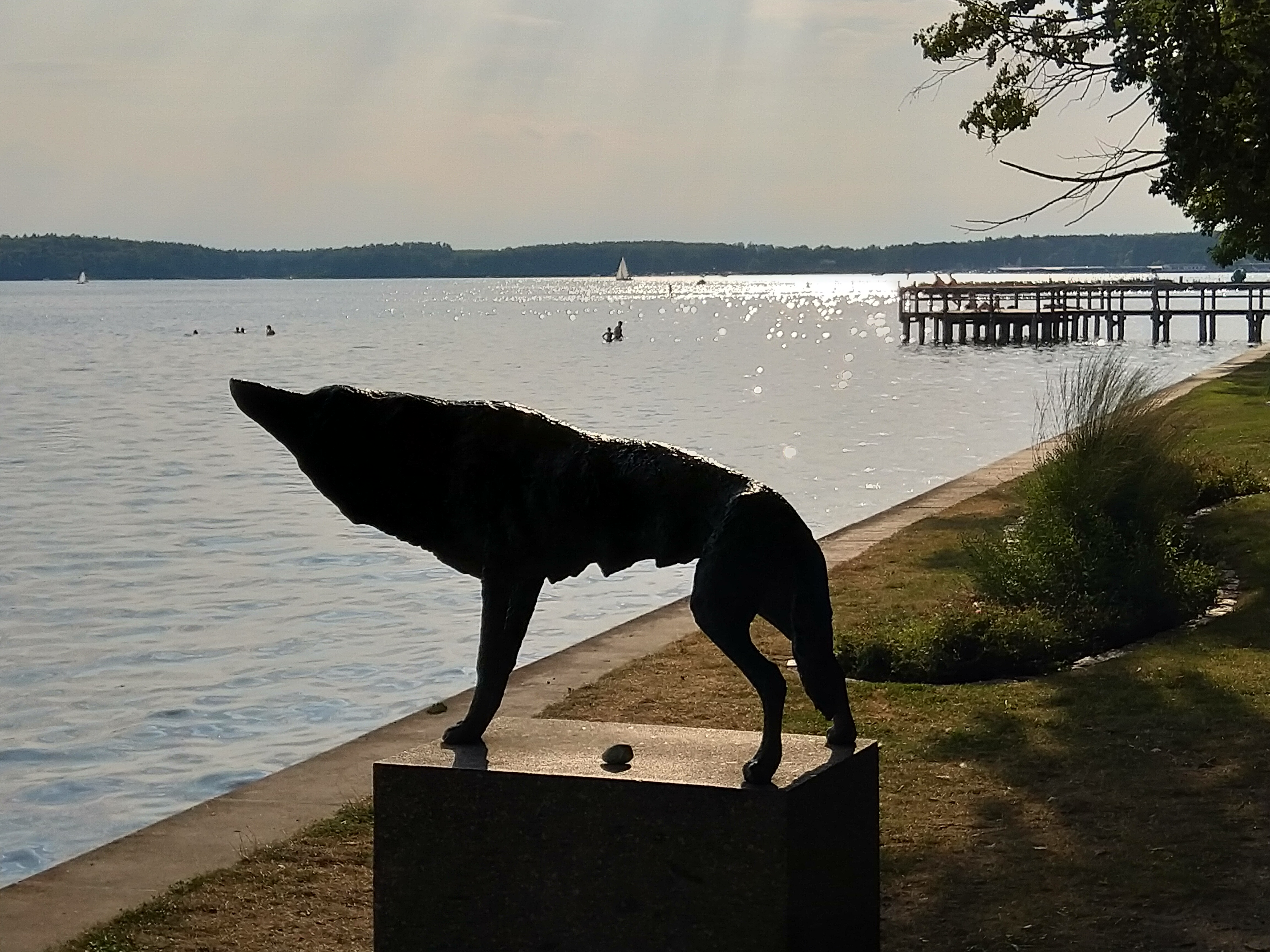
Bronzeskulptur „Die Wölfin“, 1985 geschaffen von Walther Preik

Bereits 1954 tat sich ein Konflikt zwischen industrieller Nutzung und Tourismus auf, denn in diesem Jahr wurde Waren zum Luftkurort erhoben. Dort erholten sich zahlreiche Kinder des Landes im Zentralen Pionierferienlager La Pasionaria. Bereits 1955 existierte eine Kurverwaltung. Dennoch blieb die Landwirtschaft, dann die Industrie in den Planungen vorrangig, so dass touristische Infrastrukturen nur bedingt entstanden.
Auf Drängen Gerhard Grünebergs, Sekretär für Land- und Forstwirtschaft im Politbüro des ZK der SED, erfolgte 1962 die Einrichtung des Staatsjagdgebietes Nossentiner Heide (Rothirsche), in das die Staatlichen Forstwirtschaftsbetriebe Güstrow, Parchim, Malchow und Waren (Müritz) eingebunden wurden.
Bei Waren befand sich eines der vier zentralen Atomraketendepots der Gruppe der Sowjetischen Streitkräfte in Deutschland.
Die Stadt stiftete den Richard-Wossidlo-Kulturpreis, dessen erster Preisträger 1978 Walther Preik war und der auch nach der deutschen Wiedervereinigung weiter vergeben wird. Preik schuf in der DDR-Zeit eine Reihe von Tierskulpturen, die auf Spaziergängen durch die Stadt noch heute dort zu finden sind. Dazu gehören die an der Uferpromenade der Binnenmüritz stehenden Bronzeplastiken „Lütt Matten, de Has“ (1974) und „Die Wölfin“ (1985).
Am 8. Oktober 1989 entstand die Warener Gruppe des Neuen Forums, am 16. Oktober kam es nach einer Reihe von Demonstrationen erstmals auch in Waren zu einer Kundgebung, als 300 Bürger mit Kerzen von der Georgenkirche in die Marienkirche zogen. Ihr Motto lautete: „Eine Hoffnung lernt laufen“.

### Ab 1990

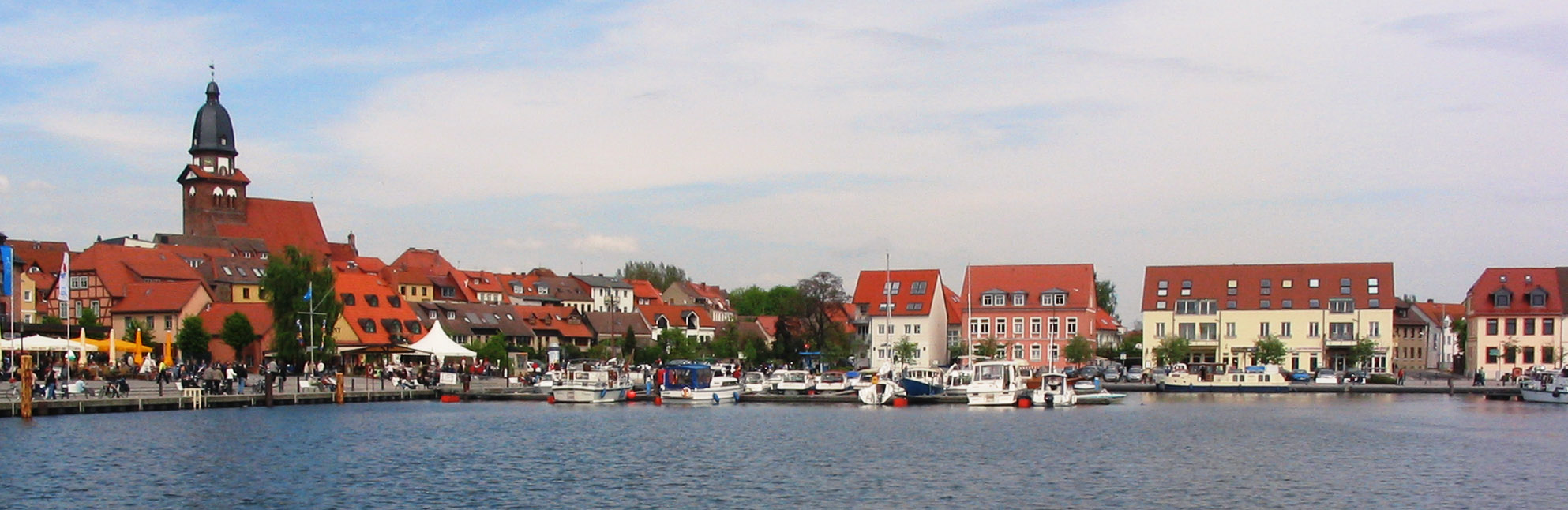
Stadthafen (2005)

Nach der Wende und friedlichen Revolution in der DDR wurde ab 1991 der historische Stadtkern zwischen der Müritz und dem Tiefwarensee im Rahmen der Städtebauförderung saniert und damit das Stadtbild mit den drei Kirchen, Rathaus, Altem und Neuem Markt und den Speichern verbessert. Seit dem 1. Mai 1999 ist Waren ein „staatlich anerkannter Luftkurort“, seit Juni 2012 trägt die Stadt zusätzlich das Kurortprädikat Heilbad. Es wird Sole gefördert und als Solesalz verkauft.
Die Sperrung des Specker Horstes als Staatsjagdgebiet und Domizil des Ministerratsvorsitzenden Willi Stoph wurde aufgehoben. Zur wirtschaftlichen Entwicklung trug aber vor allem der Nationalpark bei, der mit Hilfe entsprechender Strukturen den Tourismus wieder zur wesentlichen Grundlage der lokalen Ökonomie machte. Der Nationalpark geht auf die Initiative des stellvertretenden Umweltministers der DDR, Michael Succow, zurück, der auf der letzten Sitzung des Ministerrats vor seiner Auflösung am 12. September 1990 erreichte, dass mit dem Nationalparkprogramm der DDR fast 5000 km² des Staatsgebiets unter Schutz gestellt wurden.
Im Jahre 1994 wurden die Kreise Waren und Röbel/Müritz zum Landkreis Müritz zusammengelegt. Waren blieb Sitz der Kreisverwaltung. Seit der Kreisgebietsreform 2011 liegt die Stadt im Landkreis Mecklenburgische Seenplatte.

## Bevölkerung
| Jahr | Einwohner |
| ---- | --------- |
| 1900 | 08848     |
| 1910 | 09182     |
| 1919 | 09203     |
| 1925 | 10.363    |
| 1933 | 11.622    |
| 1937 | 14.236    |
| 1939 | 15.538    |

| Jahr  | Einwohner |
| ----- | --------- |
| 1945* | 19.218    |
| 1950  | 20.594    |
| 1970  | 21.332    |
| 1977  | 23.057    |
| 1983  | 24.101    |
| 1987  | 24.300    |

| Jahr | Einwohner |
| ---- | --------- |
| 1990 | 24.102    |
| 1995 | 22.364    |
| 2000 | 22.044    |
| 2005 | 21.415    |
| 2010 | 21.051    |
| 2015 | 21.153    |

| Jahr | Einwohner |
| ---- | --------- |
| 2020 | 21.147    |
| 2021 | 21.116    |
| 2022 | 21.267    |
| 2023 | 21.217    |

ab 1990: Stand: 31. Dezember des jeweiligen Jahres
* 1. Dezember

## Politik

### Stadtvertretung
Die Stadtvertretung von Waren besteht aus 29 Mitgliedern. Die Kommunalwahl am 9. Juni 2024 führte bei einer Wahlbeteiligung von 57,6 % zu folgendem Ergebnis:
| Partei / Wählergruppe                | Stimmenanteil 2019 | Sitze 2019 |  | Stimmenanteil 2024 | Sitze 2024 |
| ------------------------------------ | ------------------ | ---------- |  | ------------------ | ---------- |
| AfD                                  | 14,0 %             | 3          |  | 30,9 %             | 9          |
| CDU                                  | 19,9 %             | 6          |  | 21,3 %             | 6          |
| SPD                                  | 17,7 %             | 5          |  | 16,3 %             | 5          |
| Die Linke                            | 16,7 %             | 5          |  | 11,3 %             | 3          |
| FDP                                  | 12,7 %             | 4          |  | 08,7 %             | 3          |
| Müritzer Unternehmensgruppe (MUG)    | 07,5 %             | 2          |  | 07,5 %             | 2          |
| Bündnis 90/Die Grünen                | 08,8 %             | 3          |  | 04,1 %             | 1          |
| Einzelbewerberin Christiane Scherfig | 01,4 %             | –          |  | –                  | –          |
| Die PARTEI                           | 00,9 %             | –          |  | –                  | –          |
| NPD                                  | 00,5 %             | –          |  | –                  | –          |
| Insgesamt                            | 100 %              | 28         |  | 100 %              | 29         |

Bei der Wahl 2019 entfielen auf die AfD vier Sitze. Da sie nur drei Kandidaten aufgestellt hatte, blieb in der Stadtvertretung ein Sitz unbesetzt.

### Bürgermeister
- 1994–2013 Günter Rhein (SPD)[33]
- seit 2014: Norbert Möller (SPD)

Möller wurde in der Bürgermeisterwahl am 22. September 2013 mit 56,7 % der gültigen Stimmen gewählt. In der Stichwahl am 27. September 2020 wurde er mit 56,1 % der gültigen Stimmen für weitere sieben Jahre in seinem Amt bestätigt.

### Wappen

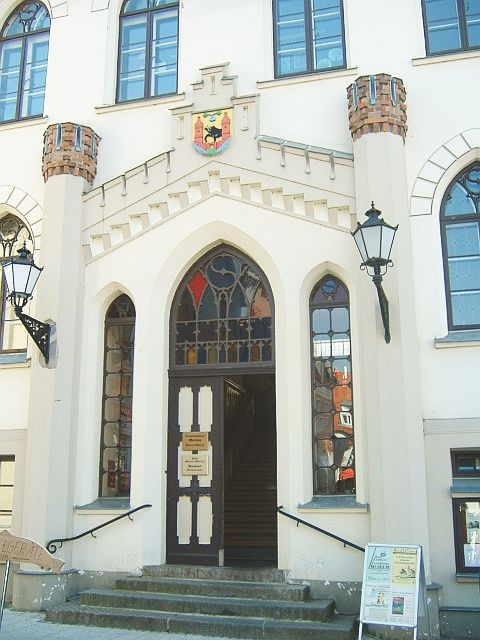
Eingang zum Warener Rathaus, darüber das Stadtwappen

| Wappen der Stadt Waren | Blasonierung: „In Gold auf grünem Hügel, bespült von blauen Wellen, eine gezinnte rote Rundmauer mit offenem Tor und zwei hohen Seitentürmen mit je einem Kleeblattfenster, Zinnenkranz, Spitzdach und Knauf; zwischen den Türmen auf der Mauer ein vorderhalber, hersehender, golden gekrönter, schreitender schwarzer Stier mit silbernen Hörnern, überhöht von einem vorwärts gekehrten blauen Topfhelm mit zwei an gekreuzten grünen Stäben befestigten Pfauenfederrosetten in natürlichen Farben.“ |
| Wappen der Stadt Waren | Wappenbegründung: Das Wappen ist nach dem Siegelbild des SIGILLVM CIVITATIS WARNE – erstmals als Abdruck 1344 überliefert – gestaltet und in der jetzigen Form im April 1858 festgelegt worden. Es vereint ein städtisches Symbol, ein Herrschaftszeichen und Bilder mit landschaftlichen Bezugspunkten. Während die mit einem offenen Tor und zwei Seitentürmen versehene Rundmauer auf eine befestigte Stadt mit Marktrecht verweist, deuten der verzierte Topfhelm, das Oberwappen der Herren zu Werle, und der halbe Stier auf den Fürsten als Stadtherrn hin. Die Wellen und der Hügel symbolisieren die Lage der Stadt an der Müritz. Das Wappen wurde am 10. April 1858 von Großherzog Friedrich Franz II. von Mecklenburg-Schwerin festgelegt, 1993 von dem Barsbütteler Hans-Frieder Kühne im Zuge der Flaggengenehmigung neu gezeichnet und unter der Nr. 44 der Wappenrolle des Landes Mecklenburg-Vorpommern registriert. |

Wappen in den Jahren 1943 bis 1945
| Wappen der Stadt Waren 1943–1945 | Blasonierung: „In Gold auf grünem Boden, bespült von silbernen Wellen, eine gezinnte rote Mauer mit einem Tor und zwei spitzbedachten Seitentürmen, zwischen denen die vordere Hälfte eines hersehenden, golden gekrönten, schreitenden schwarzen Stieres auf der Mauer hervortritt.“                  |
| Wappen der Stadt Waren 1943–1945 | Wappenbegründung: Das Wappen unterschied sich nicht wesentlich von dem heute verwendeten; es verlor schon bald nach dem Ende des II. Weltkrieges seine Gültigkeit. Das Wappen wurde von Hans Herbert Schweitzer gestaltet und am 1. Oktober 1943 durch den Reichsstatthalter in Mecklenburg verliehen. |

### Flagge

Flagge der Stadt Waren (Müritz)

Die Flagge wurde vom Barsbütteler Hans-Frieder Kühne gestaltet und am 27. September 1993 durch das Ministerium des Innern genehmigt.
Die Flagge ist Blau – Gelb – Rot (1:1:1) längs gestreift. In der Mitte des gelben Streifens liegt, auf jeweils zwei Drittel des blauen und des roten Streifens übergreifend, das Stadtwappen in flaggengerechter Tingierung. Die Höhe des Flaggentuchs verhält sich zur Länge wie 3:5.

### Dienstsiegel
Das Dienstsiegel zeigt das Wappen der Stadt mit der Umschrift STADT WAREN (MÜRITZ).

### Städtepartnerschaften
Die Stadt Waren pflegt zum Erfahrungsaustausch Städtepartnerschaften. Es werden gemeinsame Projekte entwickelt, Gäste aus einigen Partnerstädten beteiligen sich an der Gestaltung des Müritzfestes mit Informationsständen und kulturellen Beiträgen. Im Gegenzug ist Waren bei ähnlichen Veranstaltungen der Partner präsent. 2005 wurde in der Stadtvertretung eine Arbeitsgruppe Städtepartnerschaften gegründet, die Gästebetreuung vor Ort organisiert und für Konzeptarbeit, Projektplanung und Haushaltsplanung zuständig ist.
- Städtepartnerschaften bestehen zu den Städten Springe in Niedersachsen und Schleswig in Schleswig-Holstein.
- Internationale Partnerstädte sind Rokkasho im Norden von Japans Insel Honshū, Magione im italienischen Umbrien, Suwałki in der nordostpolnischen Woiwodschaft Podlachien und Gorna Orjachowiza in Nordbulgarien.

## Sehenswürdigkeiten und Kultur

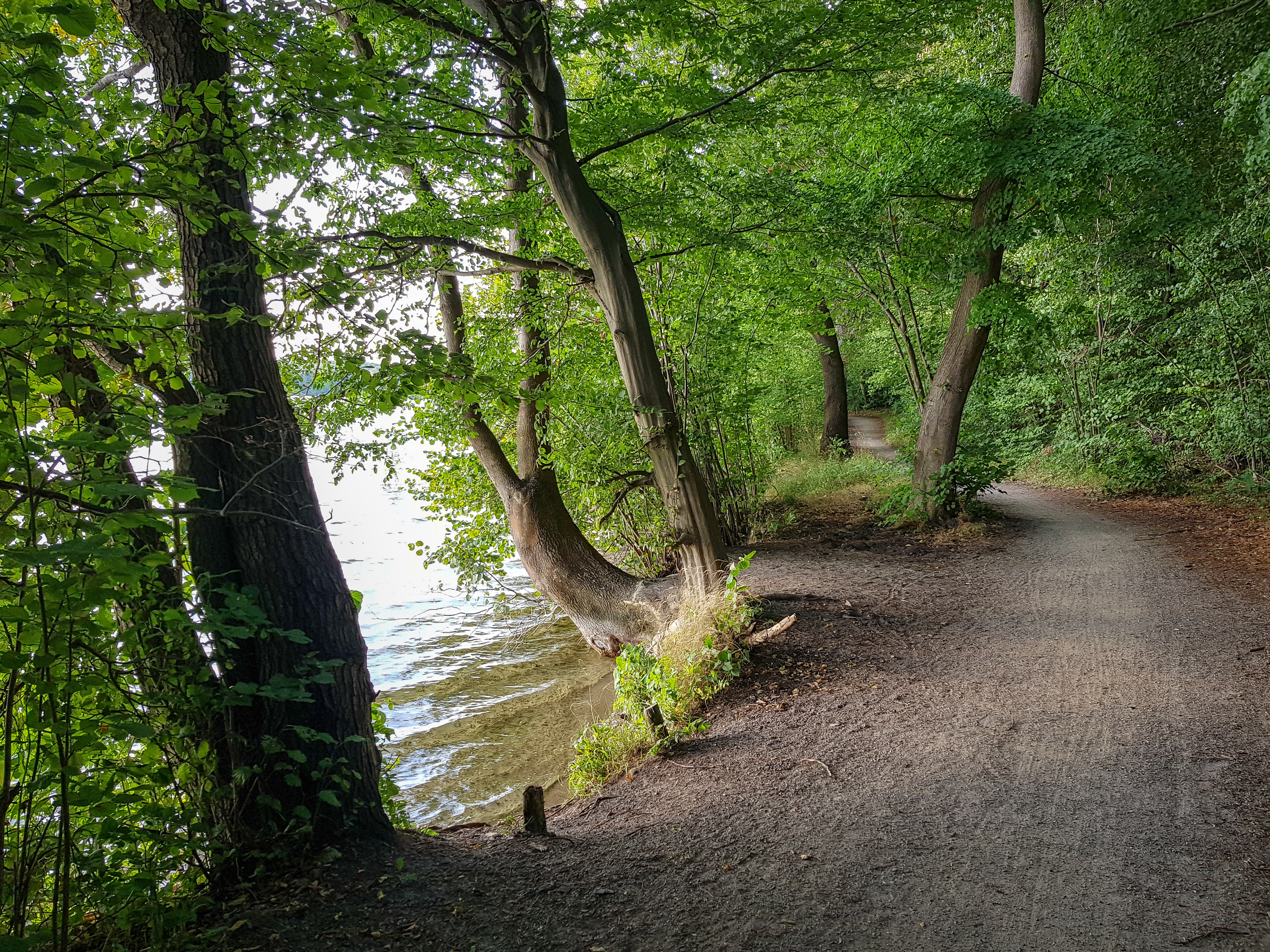
Uferweg am Tiefwarensee

In der Nähe von Waren liegen der Naturpark Nossentiner/Schwinzer Heide und der Müritz-Nationalpark. Auf dem Damerower Werder, der zur Gemeinde Jabel gehört, befindet sich auch ein Schaugehege für Wisente.
Am nahe der Warener Altstadt gelegenen Tiefwarensee liegt auf einer Landzunge der öffentlich zugängliche Schaugarten am Tiefwarensee. Er umfasst eine Fläche von ca. 16.000 Quadratmetern und gliedert sich in mehrere Themengärten, darunter der 2013 vom japanischen Landschaftsarchitekten Kanji Nomura entworfene Zen-Garten. Neben anderen sehenswerten Themengärten ist in einem Gewächshaus eine der größten Kakteen- und Sukkulenten-Sammlungen Norddeutschlands zu sehen. Der Tiefwarensee selbst ist ein Rinnensee der während der letzten Eiszeit vor ca. 10.000 Jahren entstanden ist. Unmittelbar an den See grenzt eine Endmoräne, an der das von Skandinavien kommende Gletschereis Halt machte und Geschiebemergel und Gestein zurückließ. Der Tiefwarensee kann auf einem  Uferweg umwandert werden.

### Müritzeum

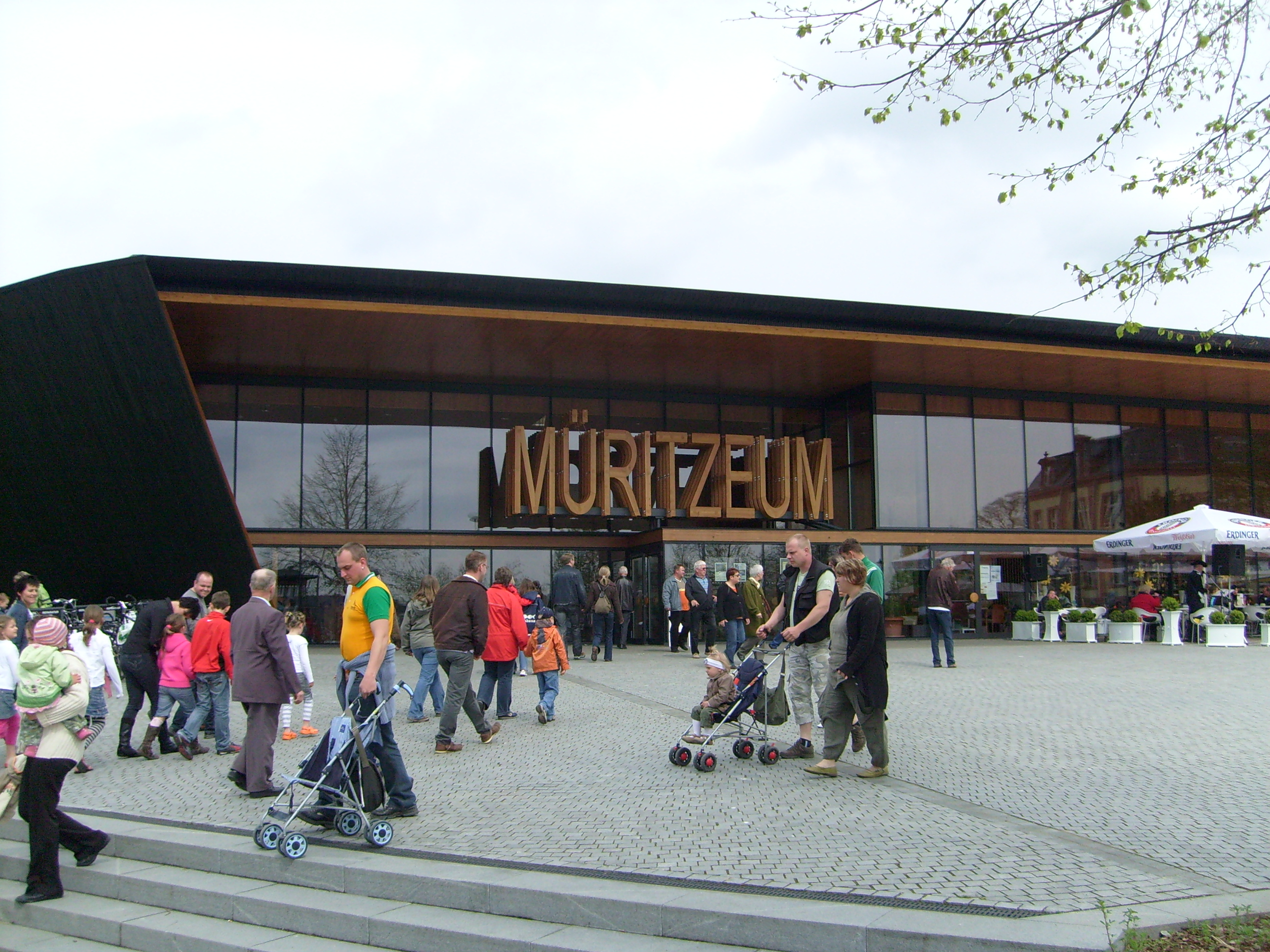
Müritzeum, direkt am Herrensee in Waren (Müritz)

Das Müritzeum ist ein wissenschaftlich betreutes Natur-Erlebnis-Zentrum in Mecklenburg-Vorpommern, das sich als Schaufenster in den Müritz-Nationalpark versteht. Es zeigt die größte Süßwasser-Aquarienlandschaft für heimische Süßwasserfische in Deutschland mit mehr als 40 Fischarten. Das Highlight der Aquarienlandschaft ist das zweigeschossige Tiefenbecken mit einem silbrig glänzenden Maränenschwarm. Eine interaktive Ausstellung informiert über die Natur der Müritz-Region, den Müritz-Nationalpark und die Mecklenburgische Seenplatte. Der Ausstellungsbereich Wald des Müritzeums ist dem UNESCO-Weltnaturerbe Deutscher Buchenwald – Serrahner Berge und dem Nationalen Naturmonument Ivenacker Eichen gewidmet. Großen Raum nimmt die interaktive Ausstellung zum Thema Vogelwelt ein. Im Außenbereich lädt ein rund um den Herrensee angelegtes Freiluftareal mit Spielplatz und Ruhebereichen zum Verweilen ein.

### Kirchen in Waren (Müritz)
Lage innerhalb der Stadt
Nahe dem Alten Markt steht die Georgenkirche – die älteste Kirche der Stadt. Um die Georgenkirche, den Alten Markt und das unmittelbar angrenzende Alte Rathaus herum wurde der heute als Altstadt  bezeichnete Teil des historischen Stadtkerns von Waren (Müritz) erbaut; wenig später erfolgte die Besiedlung des heute als Neustadt bezeichneten Teils. Auf dem höchsten, zentral gelegenen Grundstück der Neustadt stand zu Beginn des 13. Jahrhunderts eine frühdeutsche Burg; der Straßenname Große Burgstraße weist heute noch darauf hin. Im Zentrum der von einer Mauer umgebenen Burg, in der die Herren von Werle residierten, stand deren Burgkapelle. Der Baukörper des Kirchenchors  der heutigen Marienkirche geht auf diese frühere Burgkapelle zurück.
Die evangelische Georgenkirche
Die evang. Kirche  St. Georgen wurde erstmals um 1273 urkundlich erwähnt. Um 1300 wurde mit dem Bau des Kirchengebäudes im Stil der Backsteingotik begonnen. 1699 zerstörte ein Brand die Kirche; erst Mitte des 19. Jahrhunderts erfolgte die Beseitigung der Brandschäden und die Wiedereinrichtung als Gotteshaus. Altar, Kanzel und Empore wurden im neugotischen Stil gestaltet.
Die evangelische Marienkirche
Der Chor der evang. Kirche  St. Marien wurde zum Teil bereits im 13. Jahrhundert aus Feldsteinen erbaut. Der zu Beginn des 14. Jahrhunderts erbaute quadratische Kirchturm wurde 1790/92 durch eine Turmhaube im barocken Stil ergänzt. Der Kirchturm ist für die Öffentlichkeit zugänglich. Aus den in alle vier Himmelsrichtungen zeigenden Fenstern im Aussichtsgeschoss der barocken Turmhaube – diese können auch geöffnet werden – können die Besucher auf Stadt und Umgebung blicken. Die 1909 hinter dem Kirchenaltar aufgestellte Kreuzigungsgruppe welche Maria, die Mutter von Jesus Christus, seine Gefährtin Maria Magdalena und seinen Jünger Johannes zeigt, wurde vom Tiroler Bildhauer Ingenuin Demetz geschnitzt.
Die katholische Heiligen-Kreuz-Kirche
Die kath. Kirche Zum Heiligen Kreuz wurde am 15. September 1929 geweiht.
Die neuapostolische Kirche
Die neuapostolische Kirche Zu den Kirchentannen wurde am 25. Juni 2018 geweiht,

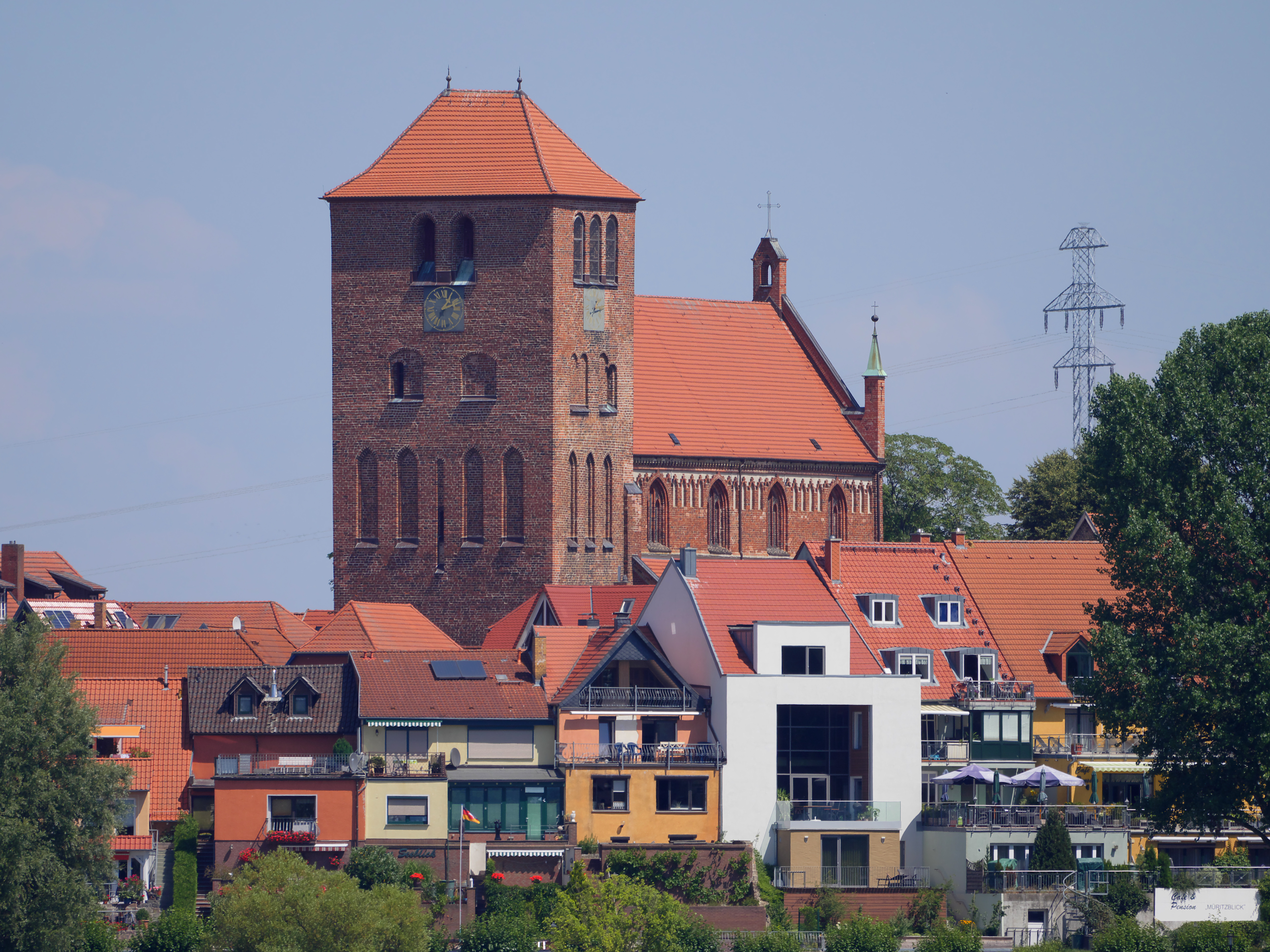
evang. Kirche Sankt-Georgen von der Müritz aus gesehen
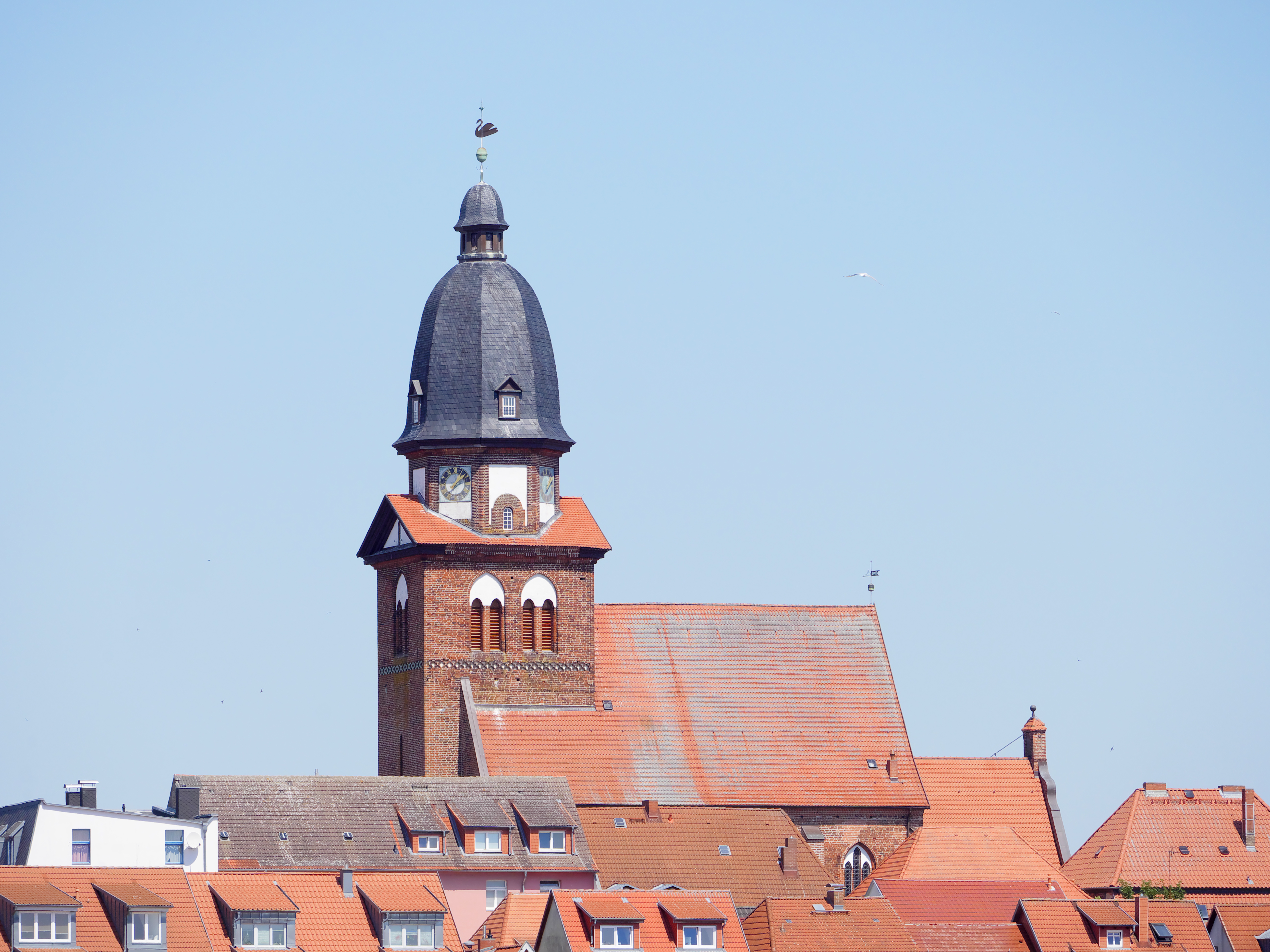
evang. Kirche Sankt-Marien von der Müritz aus gesehen
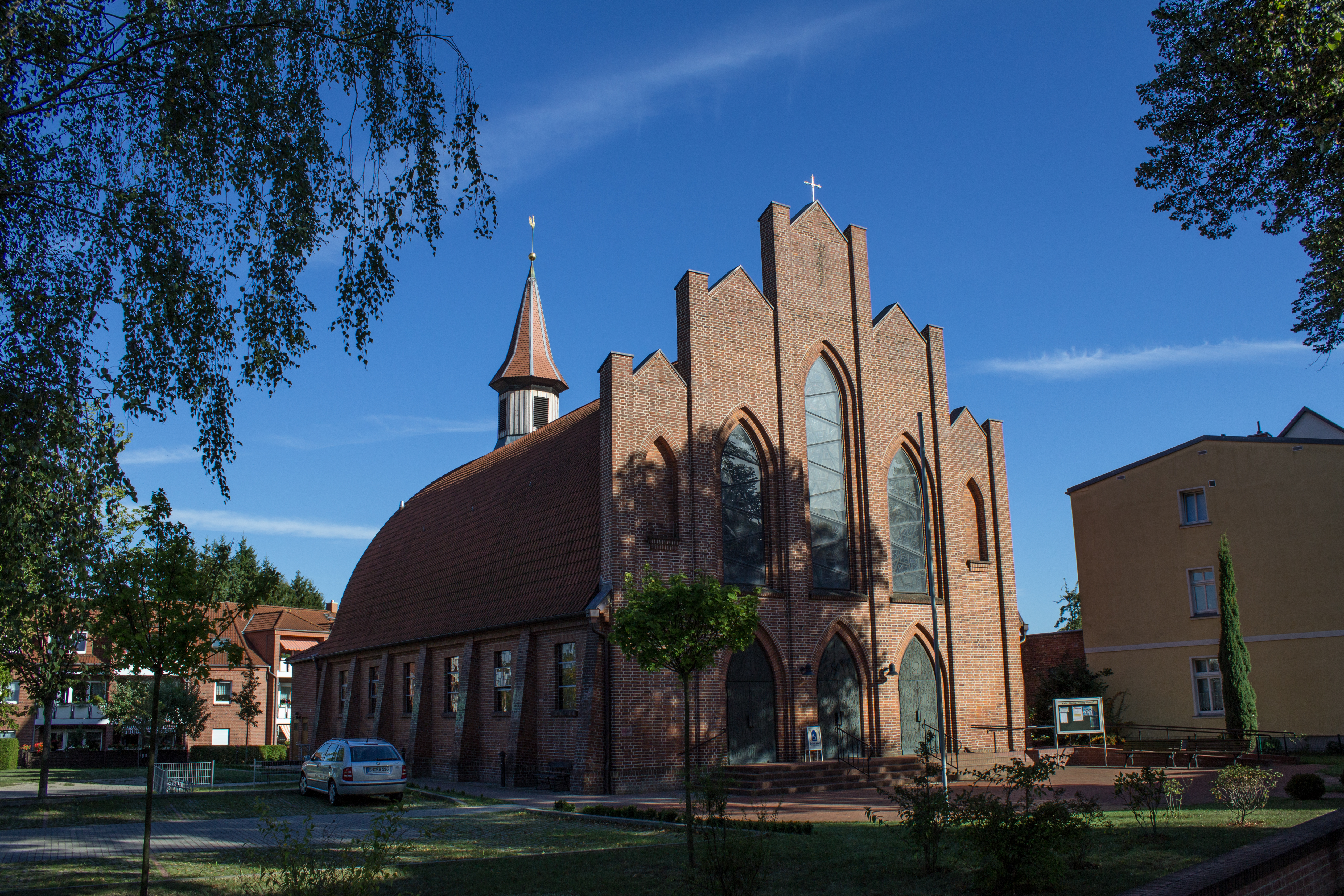
kath.  Kirche Zum Heiligen Kreuz

### Weitere Gebäude

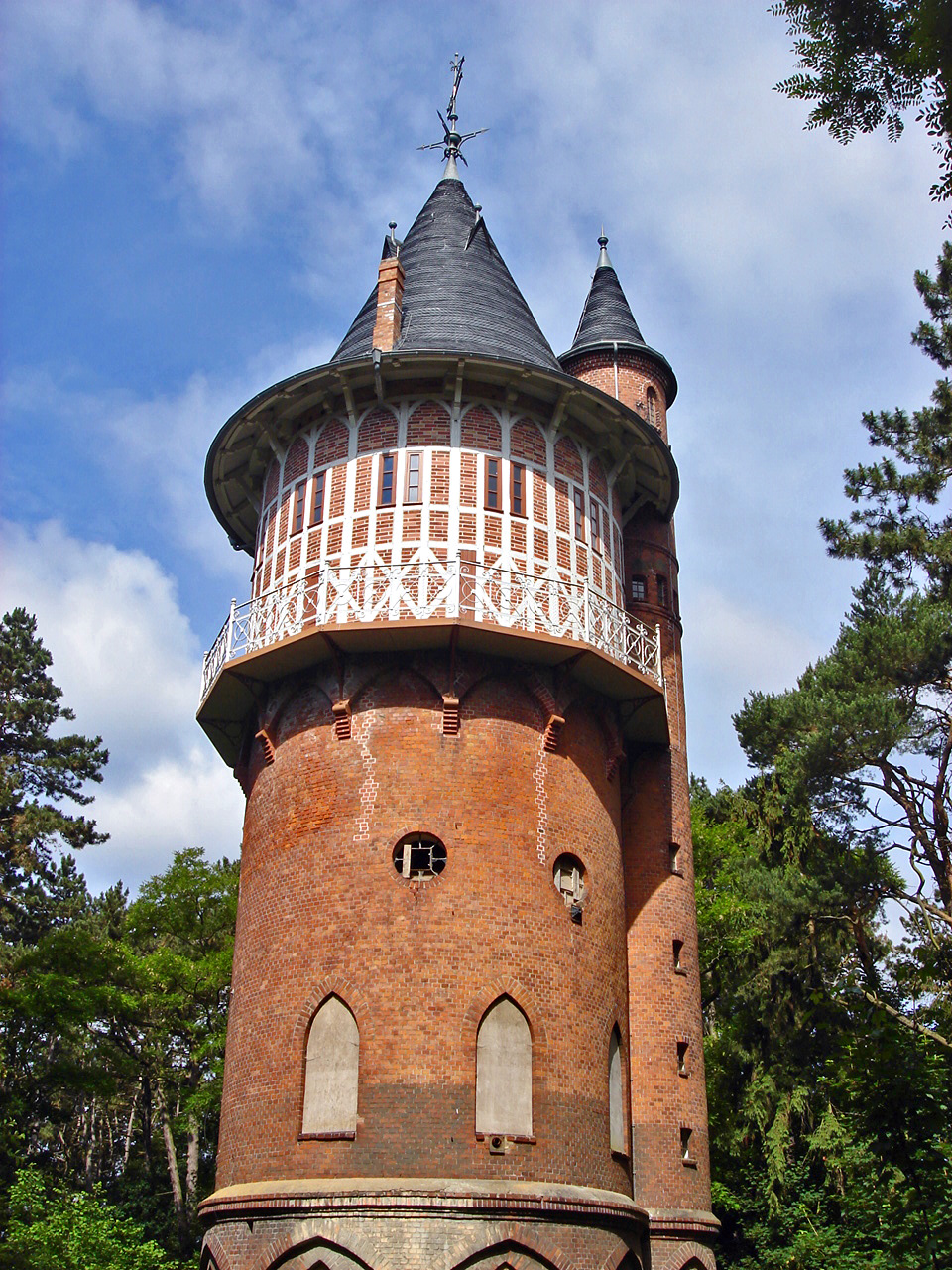
Wasserturm mit 35 m Höhe auf dem Nesselberg (Turm erbaut 1897, Umnutzung 1963)

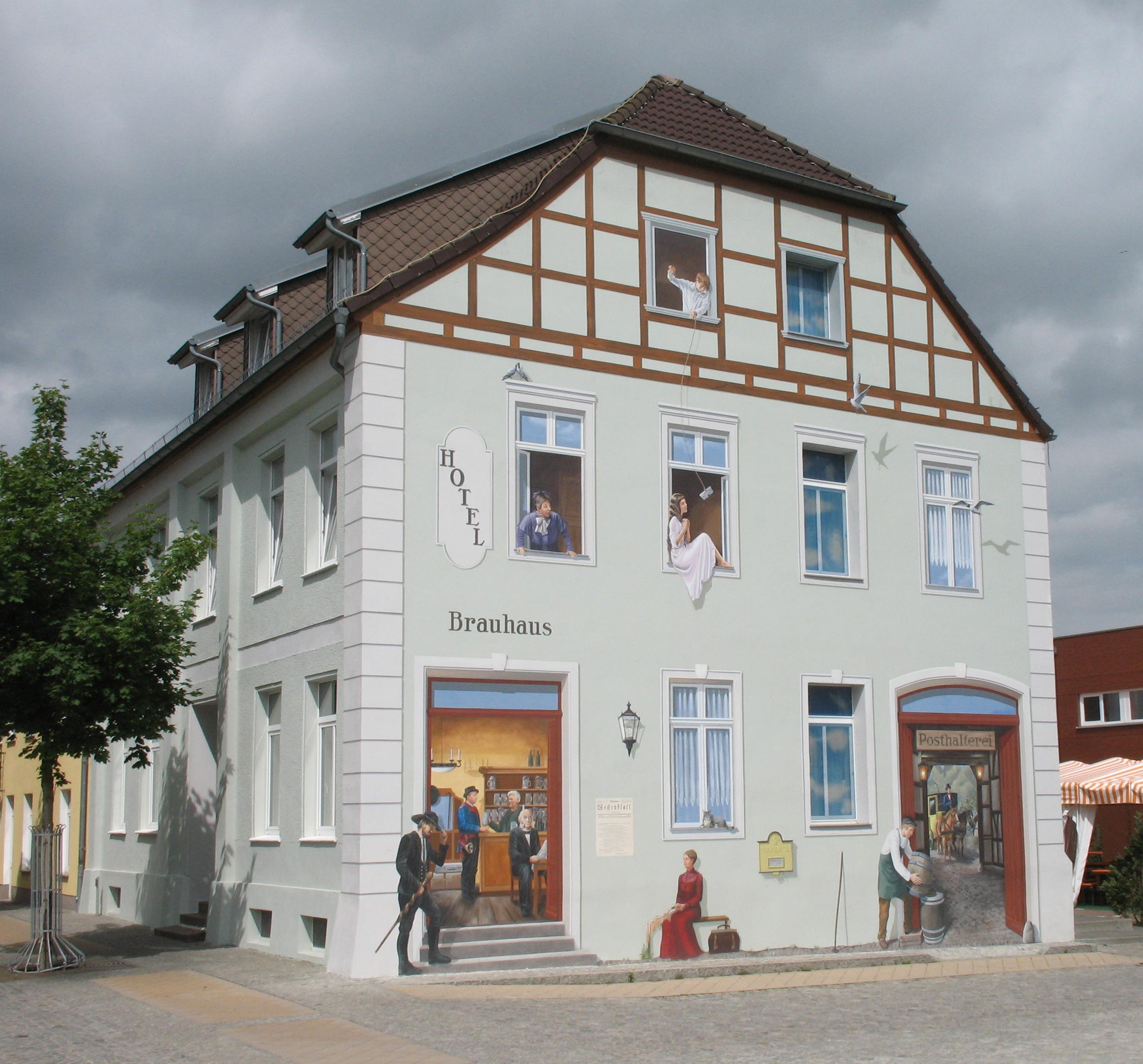
Ehemalige Posthalterei

- Alte Feuerwache (Eingeschossiger Backsteinbau 19. Jahrhundert) und Alter Markt
- Altes Rathaus (Zweigeschossiger Backsteinbau mit Arkaden – ehemalige Gerichtslaube – am Ostgiebel, 15. Jahrhundert) und Alter Markt
- Brauhaus Müritz
- Bürger- und Verwaltungszentrum
- Haupthaus Richard-Wossidlo-Gymnasium
- Kietzspeicher
- Löwenapotheke (zweigeschossiger Fachwerkbau, um 1800, mit dem „Haus des Gastes“), Neuer Markt 21
- Müritzeum
- Neues Rathaus (Tudorgotik, Mitte 19. Jahrhundert) mit Einschussloch vom Kapp-Putsch 1920 und Neuer Markt
- Schloss Weinberg
- Stadthafen mit den alten Hafenspeichern

### Geschichtsdenkmale
- Gedenkanlage mit Holzskulptur von 1994 von dem Bildhauer Sven Domann an der Geschwister-Scholl-Straße/Ecke Dietrich-Bonhoeffer-Straße zur Erinnerung an den christlichen Widerstand der „Weißen Rose“
- Gedenkstätte von 1947 und 1950 Am Kietz für 224 weibliche KZ-Häftlinge, die Opfer der Zwangsarbeit wurden
- Gedenkstein am Friedhof (an der B 192) für die Heimatvertriebenen aus den deutschen Ostgebieten
- Gedenkstein am südlichen Ufer des Tiefwarensees zur Erinnerung an die Warener Synagoge
- Gedenkstein von 1945 auf dem Friedhof an den Gräbern sowjetischer Soldaten und Zwangsarbeiter
- Gedenktafel an der heutigen Volksbank (Kietzstraße) für die Folterungen durch die Sowjets nach 1945
- Gedenktafel von 1994 am Sitz der Europäischen Akademie Mecklenburg-Vorpommern für Zwangsarbeiter und Kriegsgefangene aus acht europäischen Ländern, die in der Rüstungsproduktion der Memefa Zwangsarbeit verrichten mussten
- Gedenktafel aus den 1960er Jahren am Haus Feldstraße 19 für den kommunistischen Widerstandskämpfer Hermann Gatzke, der wegen seines Widerstands zu hoher Zuchthausstrafe verurteilt wurde
- Gedenktafel aus den 1960er Jahren in der Papenbergstraße 12 für den kommunistischen Stadtverordneten Paul Rachow, der 1945 im KZ Neuengamme ermordet wurde
- Gedenkstätte mit Tafel am Papenberg an der Straße nach Neubrandenburg für den 1938 von den Nazis geschändeten Jüdischen Friedhof. An der Umfriedungsmauer eine Travertinstele des Bildhauers Walther Preik für die jüdischen Opfer des Faschismus

### Müritz-Saga
Die Müritz-Saga ist ein Zyklus von Theaterstücken, deren fiktive Handlungen in der Müritz-Region spielen. Ergänzt werden die Stoffe durch Sagen, Geschichten und Legenden der Region. Jeder Teil hat eine in sich abgeschlossene Handlung. Allerdings bauen die Teile lose aufeinander auf. Die Stücke sind eigens für die Freilichtbühne in Waren konzipiert, die sich auf dem Areal rund um das romantische Amphitheater auf dem Mühlenberg befindet und nach 2006 umgebaut und neu gestaltet wurde. Die Naturbühne wurde dazu restauriert, die Besucherränge erneuert und ein Haus für die Tontechnik und Regie errichtet. Im Sommer 2009 entstand ein Cateringhäuschen in mittelalterlicher Ansicht. Das Theater verfügt nunmehr über 1200 Sitzplätze.
Autor der Müritz-Saga war von 2006 bis 2013 der Film- und Fernsehregisseur Roland Oehme. Seit 2014 ist Wolf R. Kuhl Autor der Müritz-Saga. Der erste Teil Zeit der Hoffnung erlebte 2006 auf der Freilichtbühne seine Premiere. Seither folgte jährlich ein weiterer Teil. Regie führt der Schauspieler und Regisseur Nils Düwell. Außer ausgebildeten Schauspielern nehmen Einwohner der Müritzregion auf der Bühne teil.

### Kultur
Kino Haus Acht: Im Jahre 2014 wurde nach 20-jähriger Pause wieder ein kleines Programmkino mit Hilfe des Landesverbandes Filmkommunikation Mecklenburg-Vorpommern eingerichtet. Es befindet sich im Soziokulturellen Zentrum des Kultur- und Kunstvereins. Der Betreiber Kulturverein Waren dient der Förderung des kulturellen und gesellschaftlichen Lebens in der Region. Das Kino musste am 31. Dezember 2018 seinen Betrieb einstellen.

### Regelmäßige Veranstaltungen
- Seit 2002 findet jährlich im Mai die Müritz Sail statt, an der Binnensegler und auch Hochseesegler teilnehmen und mehr als 50.000 Besucher in die Stadt strömen.
- Am letzten Juliwochenende findet jedes Jahr in Waren der Triathlon in Mecklenburg-Vorpommern statt.
- Das Müritzschwimmen findet seit 1969 über eine Strecke von 1950 Metern im nördlichen Teil der Müritz statt, an dem mehrere hundert Schwimmer jährlich teilnehmen.
- Seit 2001 ist der Müritz-Lauf Bestandteil des sportlichen Geschehens. Jedes Jahr im August treffen sich nationale und internationale Sportler, um an den verschiedenen Wettbewerben rund um die Müritz teilzunehmen. Der Müritz-Lauf ist die teilnehmerstärkste Veranstaltung der Region (2013 mit 1103 Teilnehmern).

## Wirtschaft und Infrastruktur
Am Papenberg befindet sich seit 1984 Deutschlands erstes Geothermiekraftwerk im Megawatt-Leistungsbereich zur Wärmeversorgung.

### Unternehmen

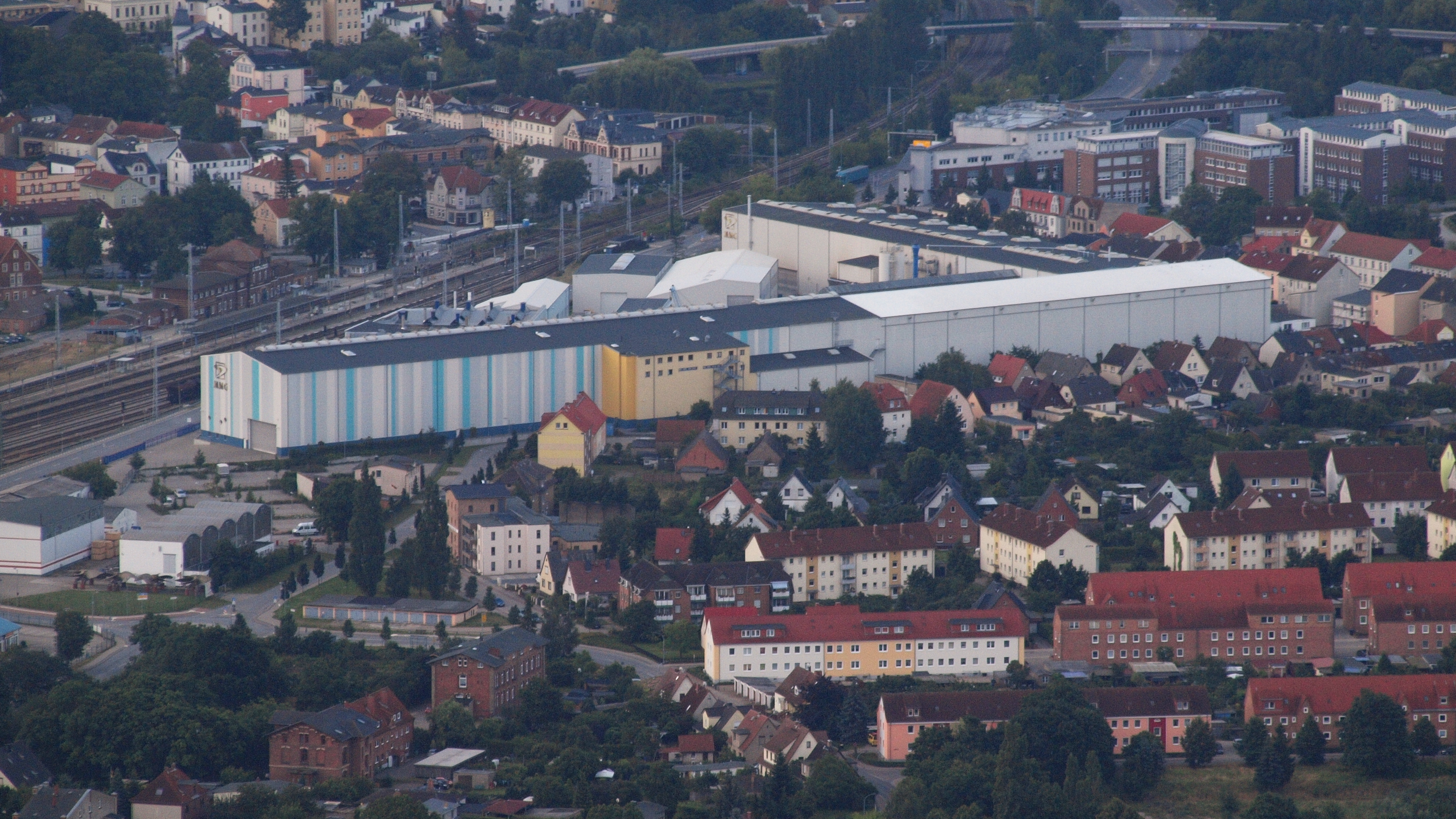
Mecklenburger Metallguss (2014)

- Mecklenburger Metallguss (MMG), die im Februar 2006 den weltweit größten jemals hergestellten Schiffspropeller auslieferte
- Möwe Teigwarenwerk GmbH
- Fischerei Müritz Plau GmbH – Müritzfischer und Fischkaufhaus

### Verkehr
Die Bundesautobahn A 19 führt in 30 km Entfernung an der Stadt vorbei. Waren ist über die Bundesstraßen B 192 und B 108 an die Autobahn angebunden.
Im September 2013 wurde über eine Ortsumgehung abgestimmt. Hierbei stand zur Diskussion, ob eine Brücke über den Tiefwarensee gebaut werden sollte. Die Kritiker dieses Projektes gewannen die Volksabstimmung mit fast 60 Prozent. Im März 2014 ließ die Stadtverwaltung nach einer nichtöffentlichen Sitzung verlauten, dass die Pläne zur Brücke über den Tiefwarensee trotz der Ablehnung noch nicht vom Tisch seien.
Der Bahnhof Bahnhof Waren (Müritz) liegt an der Eisenbahnstrecke Neustrelitz–Rostock (Lloydbahn). Täglich im Zweistundentakt halten hier die Züge der Regional-Express-Linie RE 5. Seit April 2024 werden sie durch die Züge der RE 50 ergänzt, welche auch zweistündlich verkehren, wodurch ein Stundentakt entsteht. Ende 2019 wurde eine Intercity-Linie eingeführt, die im Zweistundentakt Warnemünde und Rostock über Waren (Müritz) mit Berlin und Dresden verbindet. Die Regionalbahn RE 15 verkehrt auf der Nebenstrecke Mecklenburgische Südbahn in die Inselstadt Malchow, saisonal am Wochenende weitergeführt bis Plau am See.
Im öffentlichen Personennahverkehr betreibt die Mecklenburg-Vorpommersche Verkehrsgesellschaft ein Stadtbus-Netz. Die Linien 2 und 3 sind täglich im Einsatz. Das Umland im Landkreis Mecklenburgische Seenplatte ist mit Regionalbussen erreichbar. Von Bedeutung sind dabei insbesondere eine Regionalbuslinie im Taktverkehr nach Neubrandenburg bzw. Röbel/Müritz (datBus) sowie die touristische Buslinie in den Müritz-Nationalpark. Beide Linien sind saisonal mit Anhängern für die Fahrradbeförderung ausgestattet. Für Stadtrundfahrten kann eine „Tschu-Tschu-Bahn“ genutzt werden, die am Hafen Steinmole abfährt.

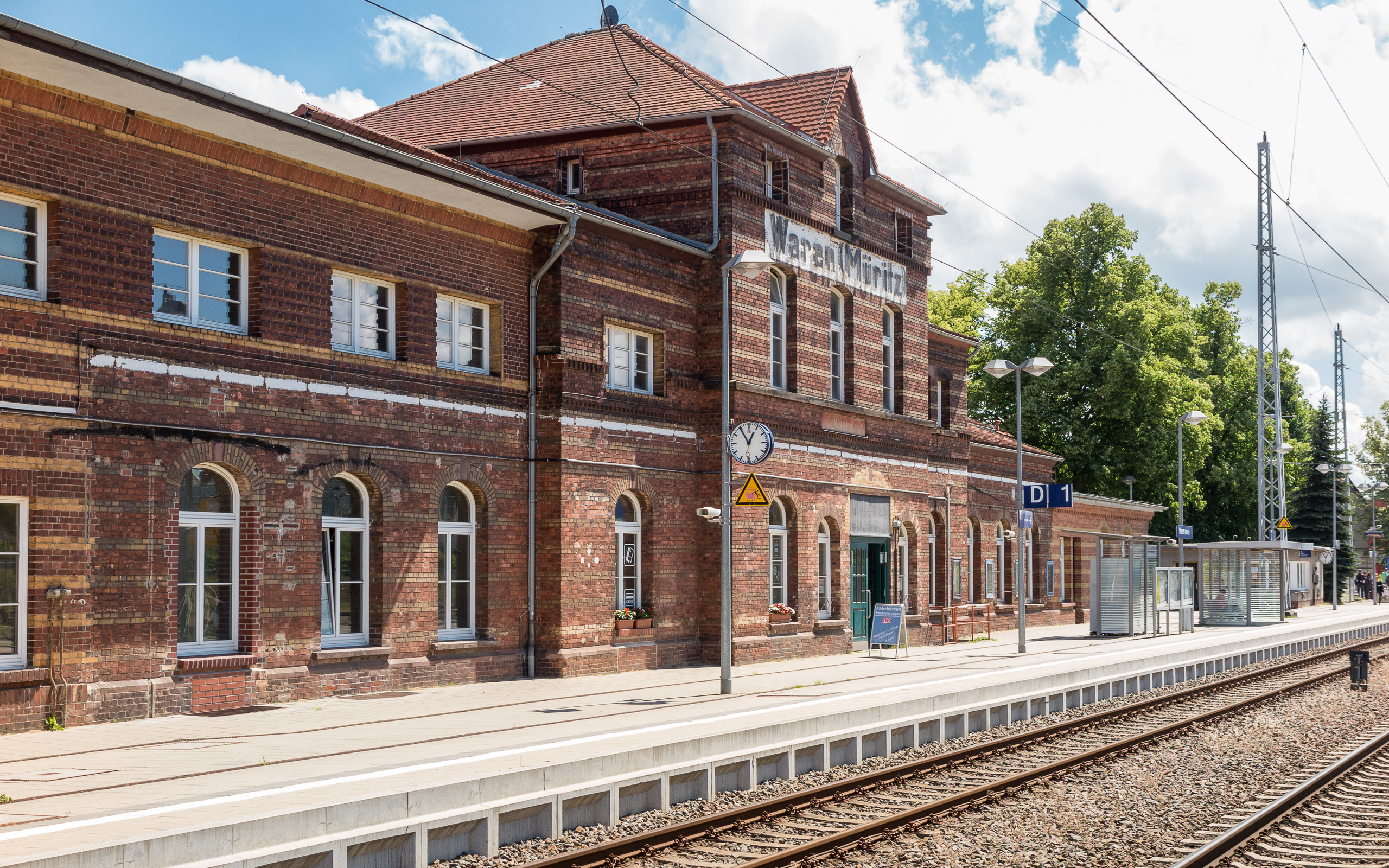
Empfangsgebäude des Bahnhofs Waren (Müritz)
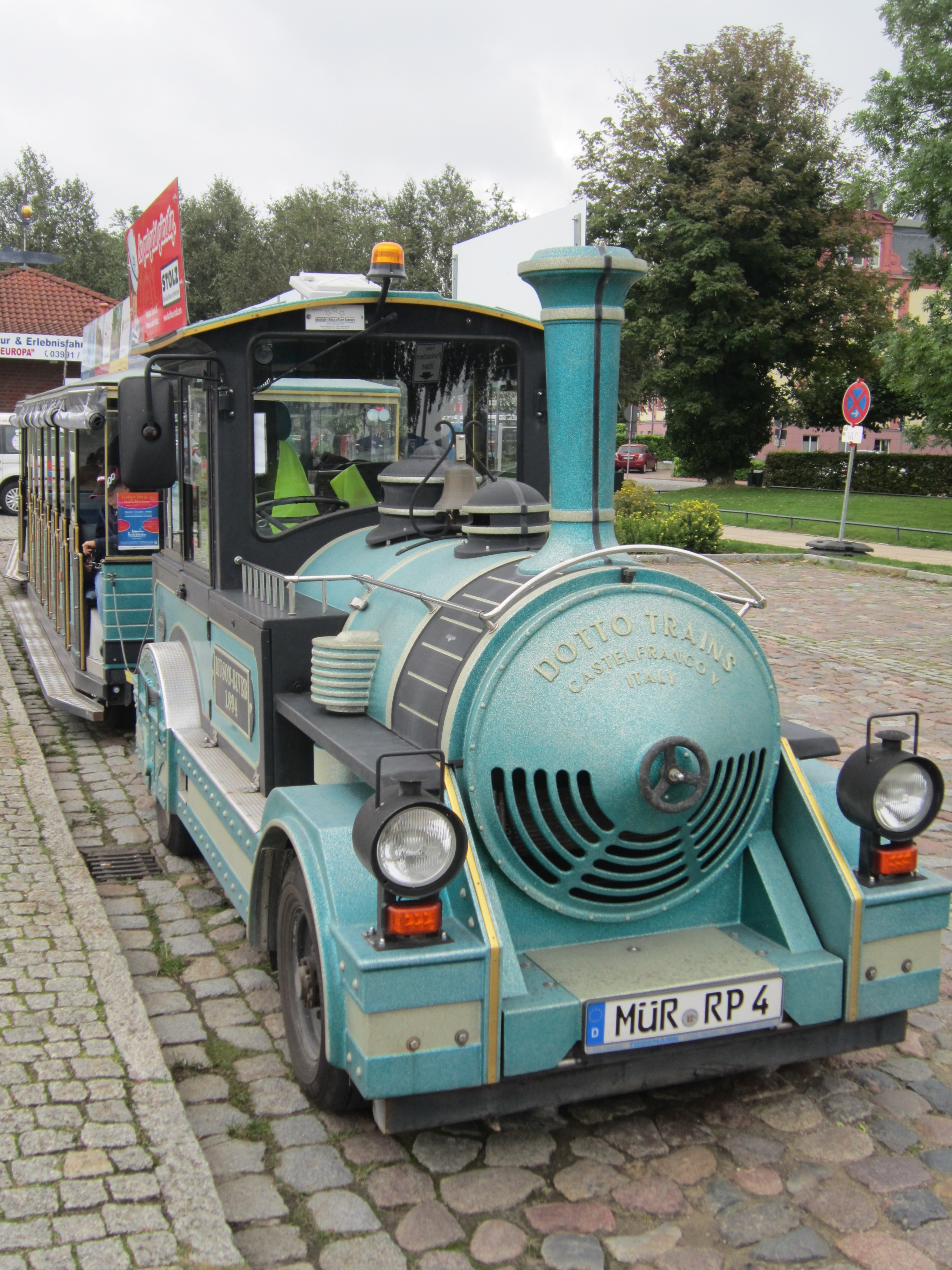
„Tschu-Tschu-Bahn“ beim Hafen Steinmole (2021)
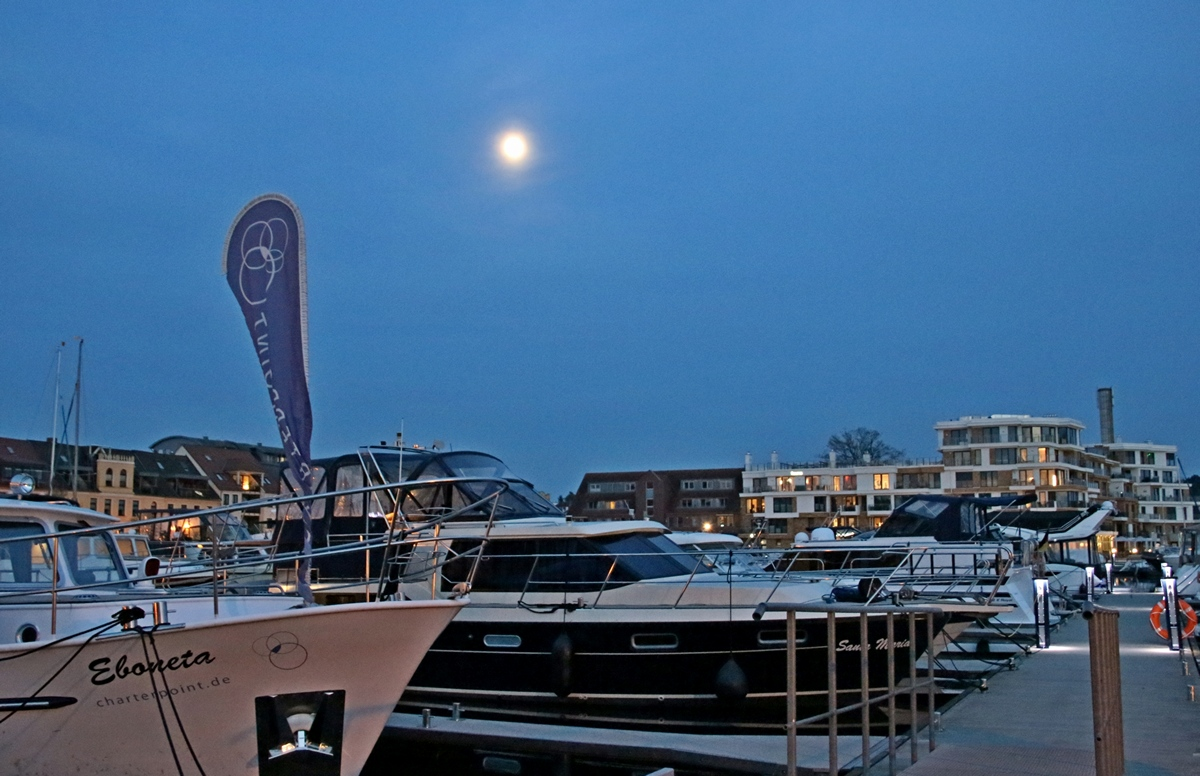
Abendlicher Yachthafen (2018)

Der Radweg Berlin–Kopenhagen verläuft durch Waren und verbindet die Stadt über Rostock mit Dänemark und über Neustrelitz mit Berlin.

### Öffentliche Einrichtungen
- Amt Seenlandschaft Waren
- Amtsgericht und Grundbuchamt Waren (Müritz)
- Finanzamt Waren
- Stadtverwaltung
- Wasser- und Schifffahrtsamt Lauenburg, Außenstelle Waren
- Wasserschutzpolizeiinspektion

### Bildung
- Berufsschule mit Fachgymnasium
- Grundschulen
  - Grundschule am Papenberg
  - Käthe-Kollwitz-Grundschule
- Grundschulen mit Orientierungsstufe
  - Arche-Schule, Evangelische Grundschule mit Orientierungsstufe
- Regionalschulen
  - Friedrich-Dethloff-Schule
  - Regionale Schule Waren/West
- Richard-Wossidlo-Gymnasium als Campus-Gymnasium
- Sonderpädagogisches Förderzentrum „Pestalozzi“ Waren
- Überregionales Ausbildungszentrum Waren/Grevesmühlen

### Freizeit und Sport
Die Müritz bietet zahlreiche Möglichkeiten zum Schwimmen, Segeln, Windsurfen. Es gibt vier Strandbäder und ein gut ausgebautes Wegenetz. Die Stadt hat ein Drei-Säle-Kino, eine Bundeskegelbahn und eine Bowlingbahn. Am nordöstlichen Stadtrand verläuft um den Tiefwarensee der Eiszeitlehrpfad Tiefwarensee. Der Warener Luftsportverein unterhält den Flugplatz Waren/Vielist im benachbarten Vielist.

## Persönlichkeiten
Zu den bedeutendsten Persönlichkeiten, die in Waren geboren wurden, zählt wohl Johann Albrecht II. (1590–1636), Herzog zu Mecklenburg, ebenso wie Heinrich Christian Pries (1798–1866), Bürgermeister und Ehrenbürger der Stadt und Parlamentarier. Auch Johann Carl Heinrich Dreyer (1723–1802), der Rechtswissenschaftler und Politiker, aber auch der Botaniker Johann Friedrich Peter Dreves (1772–1816) sowie die Schriftstellerin Henriette von Bissing (1798–1879) erreichten auch außerhalb Warens eine erhebliche Bedeutung oder wurden Ehrenbürger der Stadt.
An Persönlichkeiten, die in Waren gewirkt haben, ragt das Mitglied der Frankfurter Nationalversammlung Carl Bandelow (1804–1869) heraus; er soll ab 1835 Gutsbesitzer in Waren gewesen sein. Martha Fritsch (1860–1917), Theodor Fontanes einzige Tochter, verbrachte mit ihrem Ehemann, dem Architekten Karl Emil Otto Fritsch die letzten Jahre ihres Lebens in Waren. Theodor Fontanes Schwester Elise Weber lebte, betreut von Martha Fritsch, bis zu deren Tod in einem Altersheim in Waren. Überregionale Bedeutung erlangte auch Ernst Hamann (1862–1952), ein Heimatdichter, der seine Jugend- und Schuljahre in Waren verbrachte. Ehrenbürger und Volkskundler war Richard Wossidlo (1859–1939). Er war von 1886 bis 1922 Lehrer am Gymnasium der Stadt.
Der durch seine Rolle als „Professor Brinkmann“ in der Sendereihe Die Schwarzwaldklinik bekannte Schauspieler Klausjürgen Wussow besuchte nach dem Kriegsdienst ab 1946 das Richard-Wossidlo-Gymnasium. Einer seiner Mitschüler war Heiner Müller, der als einer der wichtigsten deutschsprachigen Dramatiker der zweiten Hälfte des 20. Jahrhunderts gilt.